# 参政党
参政党（さんせいとう、英: Party of Do It Yourself、略称: 参政）は、日本の政党。極右・右派ポピュリズム政党として位置付けられることが多い。2020年4月に神谷宗幣を中心に結党され、2022年の参院選で約177万票を集めて神谷が比例区から当選し、国政政党となった。2024年の衆院選では比例で3議席を獲得し、2025年の参院選では選挙区と比例区合わせて14議席を獲得。地方議員は150人以上おり、全国に支部を展開している。
「日本の国益を守り、世界に大調和を生む」という理念を掲げており、綱領や憲法草案では「天皇を中心に一つにまとまる平和な国」の形成などを主張している。これに対しては、天皇にまとめるとなると戦前の政治の在り方となってしまうとの批判がある（後述）。2022年の参院選では、ナショナリズムや反グローバリズムなどの保守的な主張に加え、反ワクチンや反マスク層、有機食品支持層にも訴求した。2024年の衆院選以降は、減税などの経済政策を前面に掲げて支持拡大を図る一方で、報道機関によっては排外主義的な主張を打ち出しているとされることもある。党の主張には、日本政府やマスコミが「莫大な利益獲得を目的とする『あの勢力』に操られている」とする反グローバリズム系陰謀論や、GHQ陰謀論の要素も含まれているとされている。こうした要素や特徴から、極右・右派・オーガニック右翼・陰謀論政党と見なすメディアや研究者が少なくない。一方で、公式ウェブサイトや選挙公報ではそうした主張を敢えて避け、一般有権者にも受け入れられやすい政策を掲げることで、幅広い層へのアプローチを試みている。
憲法に関しては「改憲」ではなく、「創憲」を掲げている。キャッチコピーは「投票したい政党がないから、自分たちでゼロからつくる」。参加型民主主義を掲げ、無農薬や食品添加物の禁忌など、左派が取り組むことが多かったテーマで間口を広げて無党派層の参加を促している。また、タウンミーティングや選挙ボランティアなどを通じて、支持者同士のつながりを強めている。財政面では、党費や政治資金パーティー、寄付などを通じて多額の資金を集め、全国に公認候補を擁立している。イメージカラーは橙色で、日本の歴史や伝統を「代々」受け継ぐという意味が込められている。

## 党名
参政党は、「『参加』できる『政治』を作るチーム」という意味を持ち、政治教育や党員による政策提案を通じて国民の政治参加を実現することを目指している。党名のロゴには日の丸が組み込まれている。英語名は「Party of Do It Yourself」。参政党の党名、党の前身となるYouTubeチャンネル『政党DIY』は、共に、ユーチューバーであり神谷が設立した。後述する「イシキカイカク大学」の受講生でもあるKAZUYAが名付けた。

## 党史

### 前史
中心人物の神谷宗幣は、長年にわたり保守・右派の間で活動してきた人物である。2007年に大阪府吹田市議会議員に当選し、2012年に自民党から衆院選に出馬して落選した。2010年に「龍馬プロジェクト」を主宰し、保守系の地方議員や首長の政治家ネットワークを構築した。2013年からはインターネットチャンネル「CGS（チャンネルグランドストラテジー）」で保守系の言論人を招いて番組を配信した。「イシキカイカク大学」などの政治系の自己啓発的な活動を通じてファンを獲得し、スピリチュアルなビジネスを展開してきた。この時期、青林堂の保守言論雑誌『ジャパニズム』から何回かインタビューを受け、参政党の出版方面での協力者となる青林堂と接点を持つようになった。参政党はこうして神谷が築いた人脈とノウハウを活用して2020年に立ち上げられた。
2019年4月、神谷らが開設したYouTubeチャンネル『政党DIY』が参政党の前身である。同チャンネルでは、およそ1年間にわたって社会問題や政治についての動画を50本以上配信し、約45,000人のチャンネル登録を獲得した。
2020年3月17日に政治団体として届出を行い、同年4月11日に正式に結党。結党時のボードメンバーは、神谷の他、YouTuberのKAZUYA、政治アナリストの渡瀬裕哉、元衆議院議員の松田学、元日本共産党員の篠原常一郎だった。また、党員には配信動画の視聴者など約3,000人が集まった。神谷は、事務局長に就任した。政治資金収支報告書の代表欄には神谷の名前があり、事実上の代表だった。
2020年末、アメリカ大統領選で「不正選挙」と訴える陰謀論を主張したため、2021年にかけて、これに反発したKAZUYAや渡瀬裕哉など結党時メンバーの多くが離党した。そして、新たに武田邦彦、赤尾由美、吉野敏明が加わった。また、それまでのネット右翼的な層に代わって、COVID-19ワクチンは製薬会社の陰謀だと唱える反ワクチンとオーガニック信仰を掲げる層が大量に入党し、新たな支持基盤となった。反ワクチンはオーガニック信仰と相性が良く、「体に異物を入れない」「混じりけのない純粋なるものを求める」という発想は、排外主義とも共通する面がある。
2021年10月、第49回衆議院議員総選挙は、「支持の広がりに確信が持てない」として候補者擁立を見送った。

2021年12月、2022年の参院選で、比例区5名、全45の選挙区すべてに候補者擁立を目指すことを発表。合計50名の立候補に必要な供託金は1億6,500万円であり、参政党は多額の選挙資金を調達するために2回の政治資金パーティーを開催することになった。

### 2022年
5月8日、第1回の政治資金パーティー「イシキカイカクサミット」をパシフィコ横浜ノースで開催した。運営は、神谷が経営する「イシキカイカク株式会社」が行い、約2億円を集めた。
6月12日、兵庫県加古川市議会議員選挙に擁立した候補者が落選した。

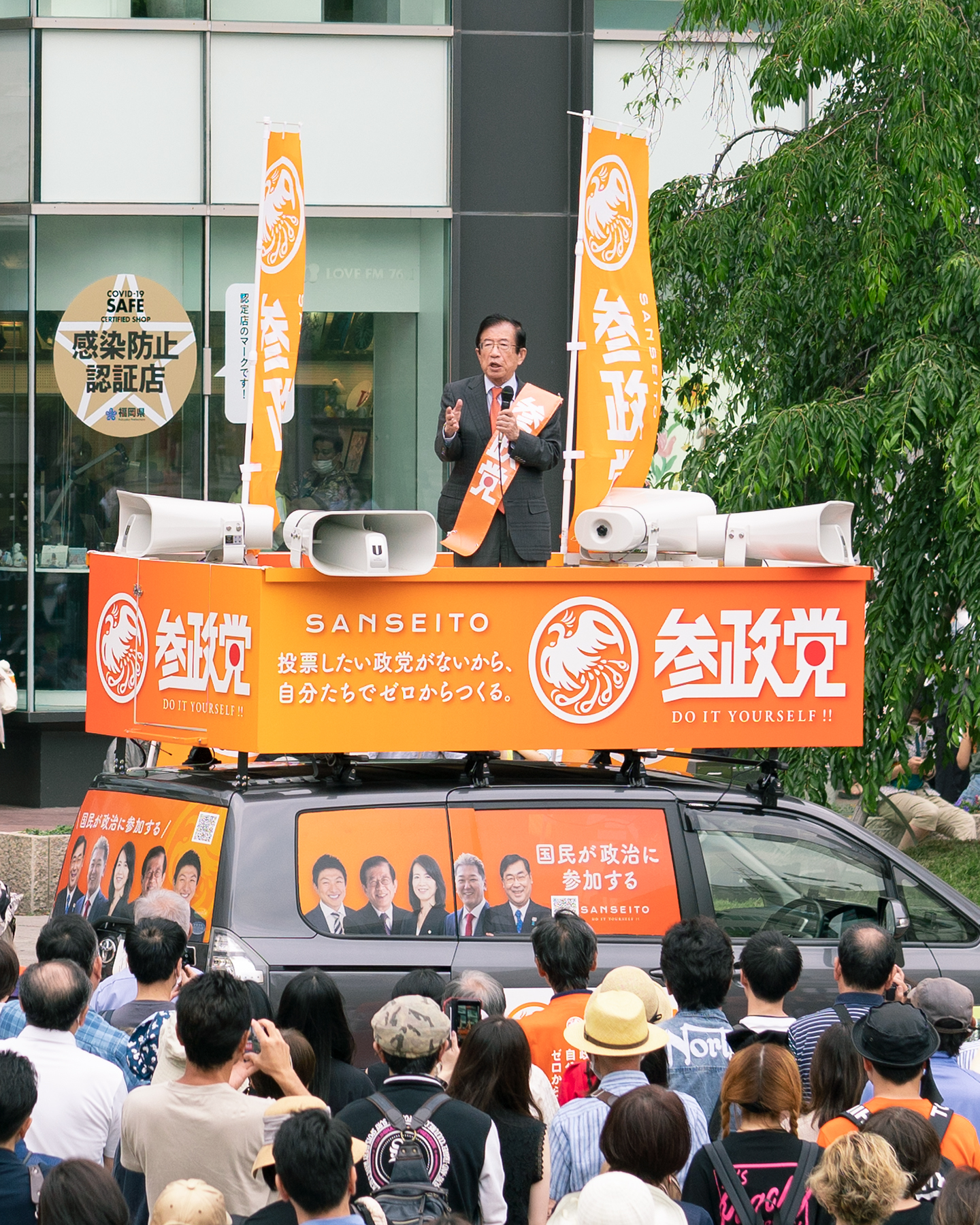
2022年5月、福岡市で行われた街頭演説

7月10日、第26回参議院議員通常選挙で、全国の45の選挙区と比例区5人で合計50人の候補者を擁立し、比例区で神谷宗幣1人が当選した。選挙区では全員が落選し、45人の候補者は、自らを「捨て駒」「特攻隊」と呼んでいた。比例区では約3.3%（176万8385票）の獲得率を獲得し、政党要件の2％を上回ったため、政党交付金の支給対象となり、衆院選での重複立候補や政見放送が可能になった。比例票では、社会民主党やNHK党を上回る票数を獲得した。神谷副代表の出身地である福井県や佐賀県、宮崎県の選挙区では共産党の公認候補より得票率が高く、熊本県選挙区では得票率が4.4%となり、全国で最も高かった。政治的立場としては「日本の伝統を大切にする『子供の教育』」「無農薬栽培や化学物質に頼らない医療などを推進する『食と健康』」「外資規制の法制化、外国人労働者の増加抑制、外国人参政権の不認定などの『国まもり』」を重点政策とし、新型コロナウイルス感染症（COVID-19）に対しては「マスク着用の自由化」などを掲げた。
選挙は当初、難航したものの、2022年4月頃からYouTubeなどのインターネット上で街頭演説の様子が拡散されたことで、7月10日時点で、党員・サポーター数は急増し、選挙資金約5億2,000万円を集めた。参政党は、コロナ禍においてほぼ全員がノーマスクで、ワクチン懐疑論のメッセージを掲げて選挙戦を戦った。この熱気は「参政党現象」と呼ばれ、選挙後に一般メディアの注目を集めた。ネット上の一部の人々からは、すでに「反ワクチン、陰謀論、ニセ科学、スピリチュアリズム、レイシズム」などの理由で批判的な注目を浴びていた。
7月15日、参院選後、今までの共同代表制から単独代表制に移行し、松田学が新代表に、神谷宗幣が副代表兼事務局長に就任した。また、2023年4月の統一地方選で、47都道府県で候補者の擁立を目指す意向を表明した。
8月21日、第2回の政治資金パーティー「国政政党誕生　予祝パーティー」を幕張メッセで開催した（後述）。
8月9日、埼玉県飯能市議会で、3議席の会派「チームはんのう」が、会派名を「参政党」へと名称変更したため、地方議会に議席を持つことになった。
9月6日、7月の参院選で政党要件を得た参政党に、2022年分の政党交付金として7,702万円を交付することが発表された。
9月11日、沖縄県内の統一地方選挙の一環として行われた沖縄市議会議員選挙で、党公認候補の新里和也が当選した。現職議員の入党を除く、参政党初の地方議会での議席獲得となった。
9月14日、党広島県支部で、党所属の荻村文規・廿日市市議会議員による使い込みが発覚し、党を除名された。松田学代表は、荻村が参院選広島選挙区の選挙資金600万円を自身の口座に移し、「少なくとも170万円を横領する意図があった」と説明した。同市議は同日、市議を辞職した。
9月20日、神谷副代表は、「子どもへのワクチン接種とワクチン後遺症を考える超党派議員連盟」に加わり、国会でワクチンに反対する活動を行っている（後述）。
10月23日、沖縄県知事選挙は、知念覚候補（自民・公明推薦）の支持母体に「ワクチン慎重論の主張が受け入れられた」ため、政策協定を結び、独自候補擁立を見送った。自民党から、選挙の応援要請を受けたことに関しては、「自民党の補完政党ではないので、応援することはできない」と語る一方、「参政党が主張する政策を、自民党が公約に取り入れるなど政策的な合意が得られた場合は、党員に積極的にアナウンスしたい」とも述べた。
11月20日、松戸市議会議員選挙で、地方議会議員選挙に初めて複数（2名）の公認候補者を擁立し、両名とも当選した。投票があった選挙において初めて複数議席を獲得したが、同22日に当選者の1名が離党し1議席となった。
11月、参政党が100％出資する株式会社「エドワークス（代表取締役社長兼CEOセオ）」を設立した。

### 2023年
1月30日、参政党とボードメンバー（役員）5人が、参政党の元党員ら18人から「DIY政党として党員を勧誘しながら、実際には一切の政策や公認決定権が与えられていない」として、詐欺にもとづく損害賠償請求で訴えられた（後述）。
2月2日、参政党が旧NHK党（現みんなでつくる党）の信用を毀損したとして訴えられた。2023年3月には、参政党が旧NHK党を組織的な演説妨害で訴えた（後述）。
3月4日、第3回の政治資金パーティー「春のBAN政り」をベルサール高田馬場で開催した（後述）。
3月、河西泉緒が離党した。河西は2022年の参院選に出馬して落選したが、選挙期間中の発言が原因で水谷修から名誉毀損で提訴され、神谷と共に記者会見を行っていた（#その他の騒動）。
4月、第20回統一地方選挙で、230人を擁立し、100議席を獲得した（当選率45.3%）。41道府県議選では改選前から3議席増となる4議席を獲得、17政令市議選では3議席を獲得、市議選区議選では80議席を獲得した。これは国民民主党と同程度であり、れいわ新選組や社民党を上回った。ただし、全敗している県も11あり、地方選挙は定員が多いため、下位当選や最下位当選で滑り込んでいる議員が多い。また、党の目標は400人擁立・70%当選であり、神谷副代表は60点と投稿した。
当時共同代表を務めていた吉野敏明は、大阪府知事選に立候補したが落選した。選挙戦では、自民党の西田昌司が吉野を応援した。
地方選挙で当選した複数の地方議員が、自民党議員と統一会派を組んでいる（江東区議会、新宿区議会、仙台市議会、旭川市議会、水戸市議会、北本市議会、ふじみ野市議会、流山市議会、一宮市議会、貝塚市議会、八尾市議会、呉市議会、和歌山市議会、久留米市議会、武雄市議会、大村市議会など）。
4月26日、神谷副代表は記者会見で、次期総選挙での候補者公募において「日本国籍を新規に取得した方（＝帰化者）」を受け付けないと発言した。参政党の候補者公募ページにも「日本国籍を有しており（多重国籍は不可）、帰化した者でないこと」が記載された。
6月、元杉並区議で日本平和神軍（現・正理会）の幹部だった佐々木千夏が入党したが、同年12月6日付で離党した。
8月20日、神谷副代表と立憲民主党の原口一博が共同で街頭演説を行い、COVID-19ワクチンの有効性に疑問を呈する発言をした。8月22日、立憲民主党の岡田克也幹事長は、原口に対し「（立民が）参政党と協力していると誤解を招きかねない」と口頭注意した。

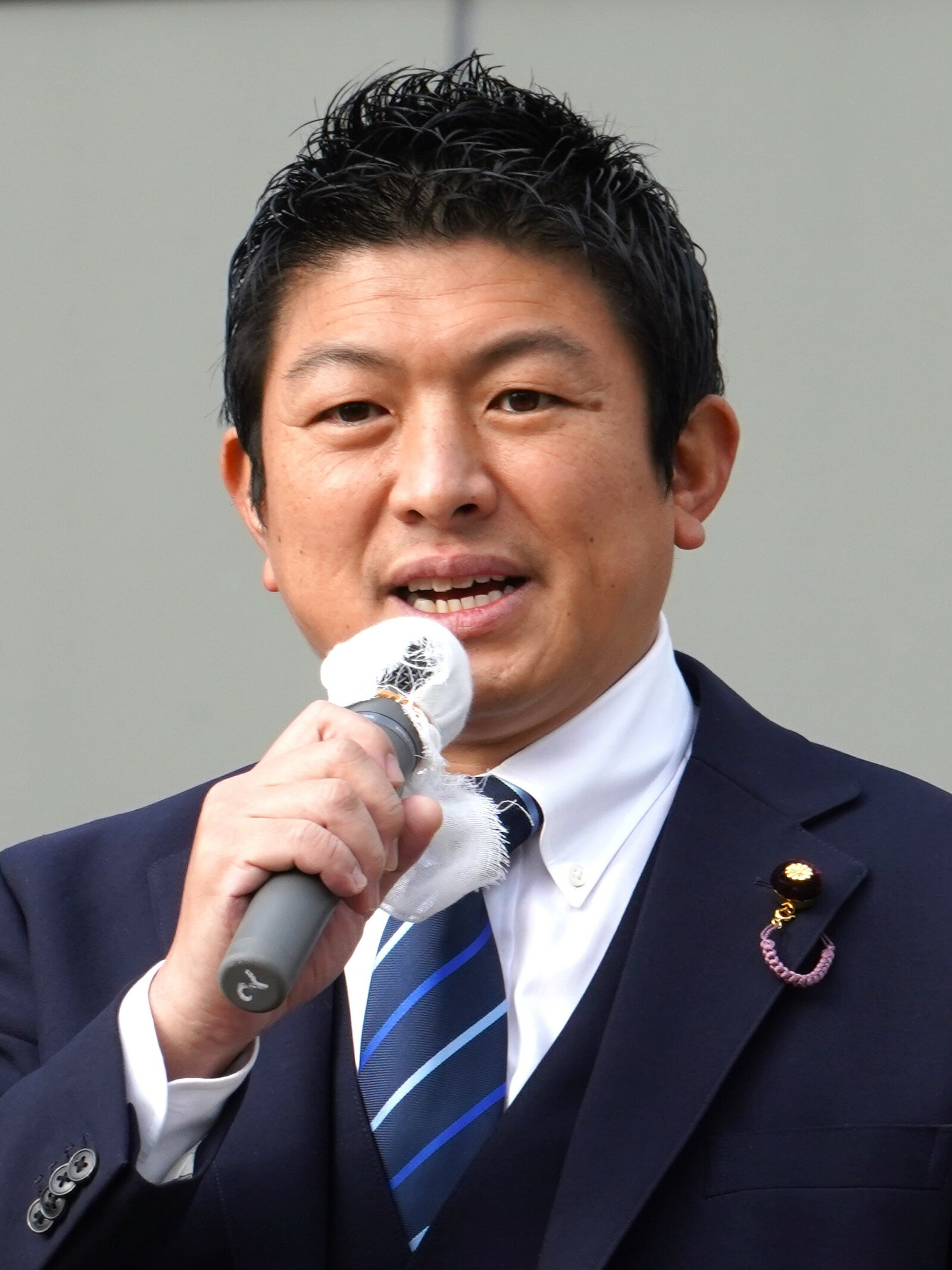
神谷宗幣 代表兼事務局長

8月30日、松田学が代表を辞任し、神谷宗幣が新代表（事務局長兼任）に就任した。神谷と松田の間で党運営を巡る対立があり、神谷が松田に代表退任を求め、松田が受け入れる形となった。また、副代表に石川県議会議員でボードメンバーの川裕一郎が就任し、元衆議院議員で福岡市議会議員の新開裕司が新たにボードメンバーに就任、赤尾由美のアドバイザー退任などが発表された。
9月9日、第4回の政治資金パーティーを開催した（後述）。

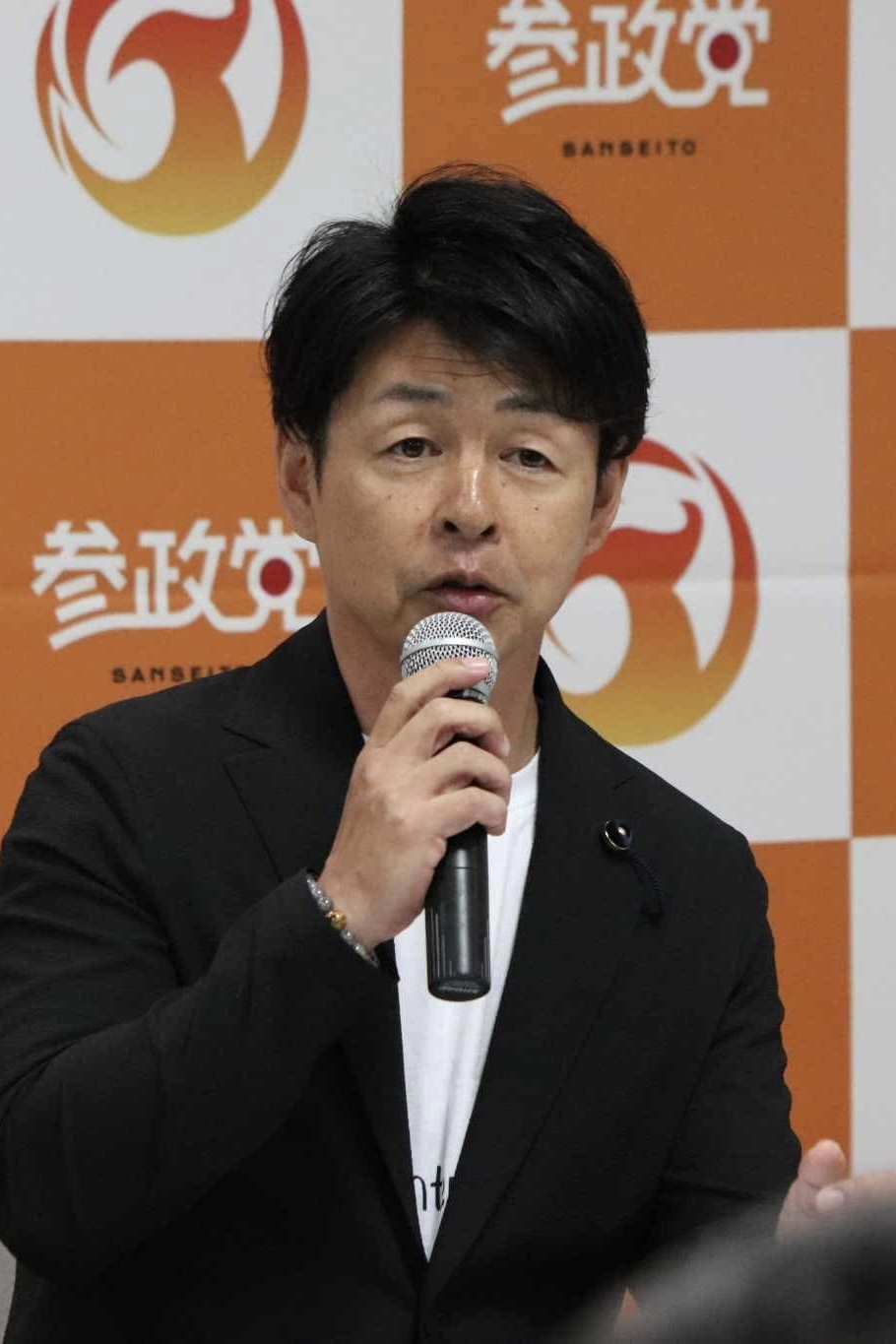
川裕一郎 副代表、副事務局長

11月、この時期、党躍進に貢献したゴレンジャーと呼ばれる5人のうち3人（赤尾、吉野、武田）が離党または追放された。2023年11月19日に、アドバイザーであった吉野敏明が離党し、23日に赤尾由美が離党した。武田邦彦は、アドバイザー辞任と党籍抹消を勧告された。神谷代表は、武田が日本保守党の河村たかしや百田尚樹と組んで党の乗っ取りを画策していたと説明し、武田は参政党の執行部に裏切られたと発言している。また、参政党のメンバー紹介サイトから、「アドバイザー」の欄が削除された。この時期から、地方議員も「参加型の活動方針と実態がかけ離れている」などを理由に離党が相次いだ。
12月2日、保守系政治集会『CPAC JAPAN 2023』に、神谷代表が、ジャック・ボソビエック、ロバート・マーロン、玉木雄一郎（国民民主党代表）、原口一博（立憲民主党）らと共に登壇した。
12月27日、神谷代表と川裕一郎副代表が国会内の定例記者会見に出席し、外部アドバイザーであった武田邦彦について、前述の党籍抹消勧告に対し期限までに回答がなかったとして除籍し（11月30日付）、2022年の参議院選挙比例名簿から抹消したことを発表した。

### 2024年

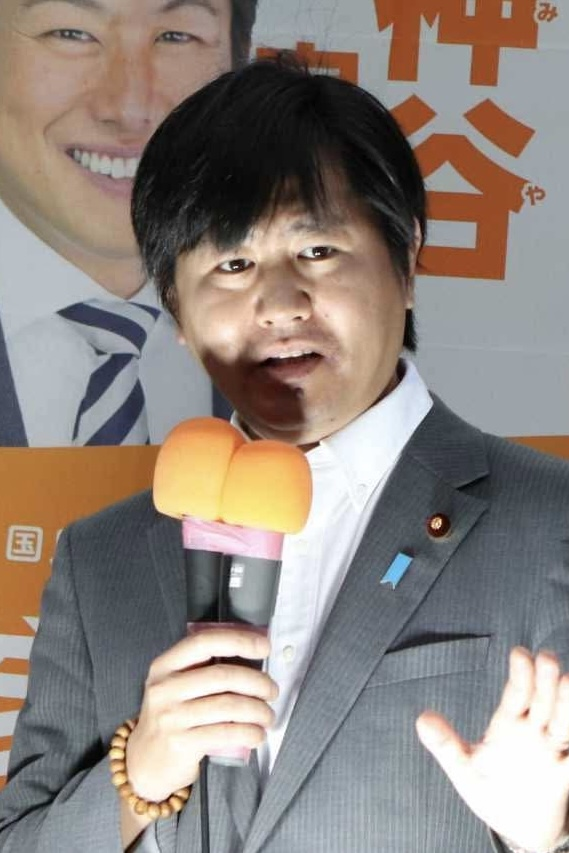
鈴木敦 ボードメンバー

1月、地方議員9人が「党執行部と方向性の違い」を理由に相次いで離党した。
2月から、「週刊文春 電子版」が、参政党に関する一連の記事を掲載した。離党した元党員の証言では、党費の徴収方法や離党の際の誓約書の強要など、参政党内部の問題点が指摘された。
2月末、農業を営む一部党員が、ジャンボタニシを使った自然農法を推奨するような内容を投稿していたことが分かり、物議を醸した。この騒動を受けて、党は新たなSNSガイドラインを設け、議員個々や支部レベルのSNS発信を制限した（後述）。
3月15日、4月16日告示・28日投開票の衆議院東京15区補欠選挙において新人の吉川里奈を擁立すると発表。同時に行われる島根1区・長崎3区補欠選挙での擁立見送りもあわせて発表した。
4月28日、東京15区補欠選挙の投開票が行われ、吉川は候補者9人中6位で落選（得票率5.06％）。得票が有効投票総数の10分の1に届かなかったため、供託金300万円も没収された。
5月22日、衆院東京15区選挙で他陣営の選挙活動を妨害したとして、政治団体・つばさの党代表の黒川敦彦らが公職選挙法違反（選挙の自由妨害）容疑で逮捕されたことについて、国会内での定例会見で触れた（後述）。

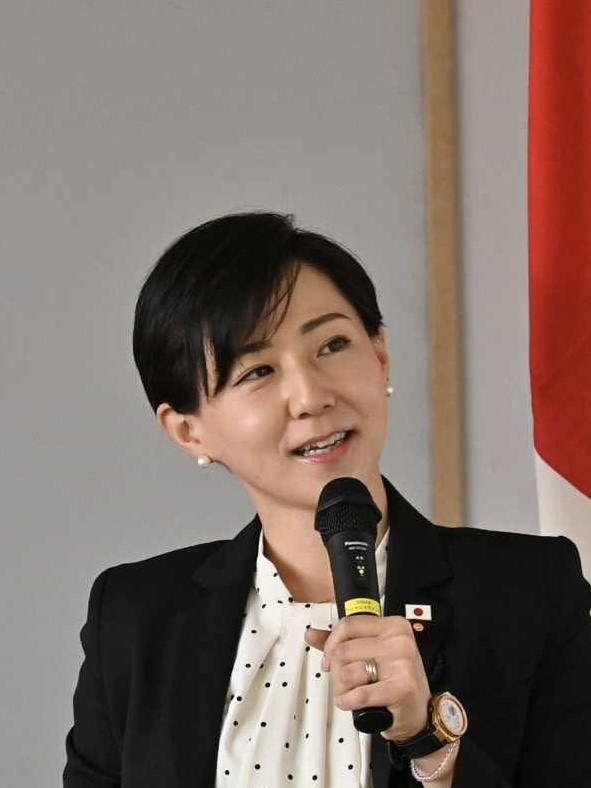
北野裕子 ボードメンバー

7月の東京都知事選挙において、独自の候補者擁立を見送った。尚、神谷代表は参政党のアドバイザーだった元航空幕僚長・田母神俊雄を支援し、街頭演説で応援演説を行った。また、参政党の有志や関係者が選挙を手伝った。参政党の支持者の一部が田母神を応援したが、結果として田母神は落選した。投票日の出口調査によると、参政党支持層の3割が田母神に投票した。
9月、元トランプ陣営選挙スタッフのマット・ブレイナードが参政党の有給ロビイストとして、日本の選挙勝利の支援を目的に米国FARA（外国代理人登録）に登録された（後述）。

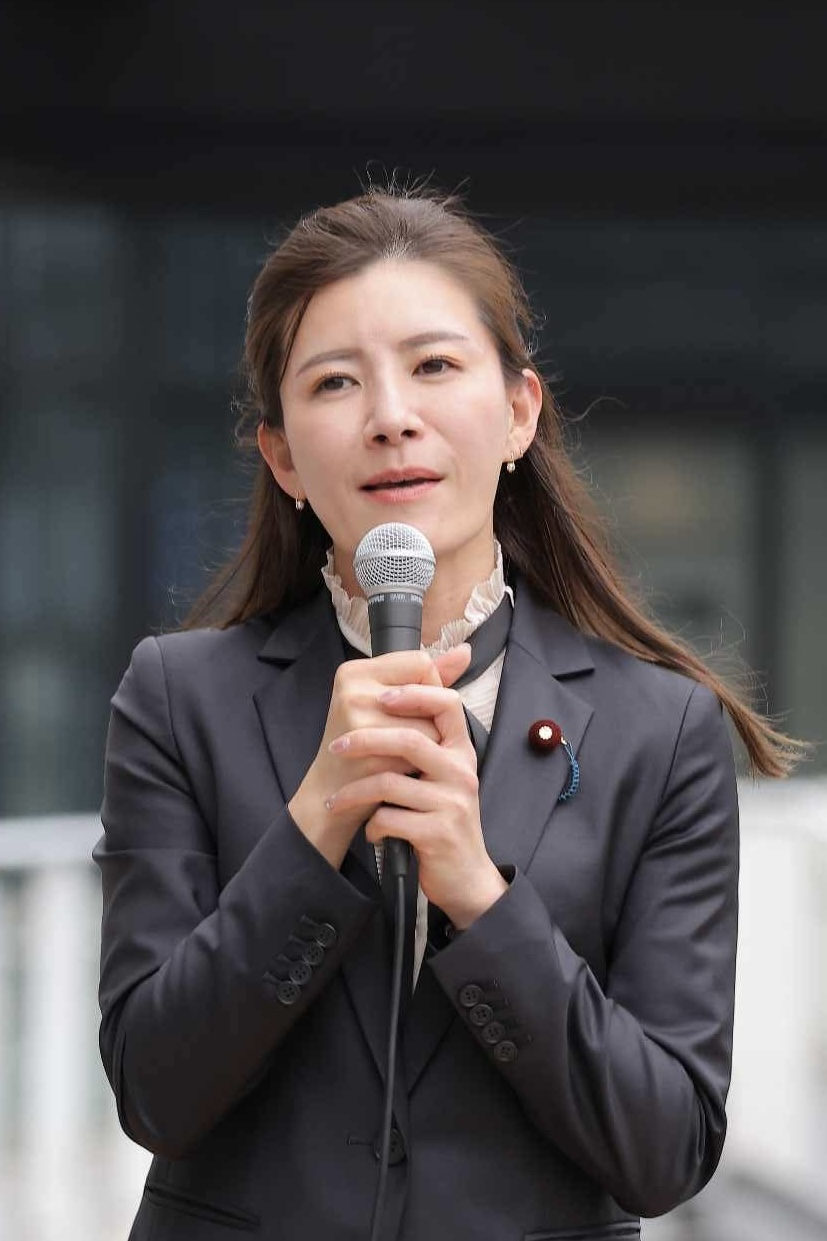
吉川里奈 ボードメンバー

同年10月27日執行の第50回衆議院議員総選挙に、小選挙区・比例代表区で候補者を擁立するが、当初の予定から変更し、重点選挙区を東京、南関東、近畿、九州の4ブロックに絞り、北関東・東海ブロックを外すこととなり、小選挙区を中心に擁立予定の候補者の大規模な国替えを行った。これにより立候補を取り下げる候補者も多く発生した。一方で国会議員経験者として、既に発表されていた松田学のほか、元衆議院議員で自由民主党・新党くにもりに所属した安藤裕を京都府第6区（比例近畿ブロック重複）、前衆議院議員で教育無償化を実現する会所属であった鈴木敦を比例南関東ブロック単独候補として擁立、さらに元漫才師で党外部アドバイザーの和泉修を比例近畿ブロック単独候補として擁立した。なお、同月12日に日本記者クラブでの党首討論会では、記者クラブ側が「（国会で）5議席以上、直近国政選挙で得票率2％以上」の要件を満たした政党のみの代表者を招聘したため、社会民主党、みんなでつくる党とともに、党代表の神谷は参加できなかった。
第50回衆議院議員総選挙に小選挙区に85人・比例代表に10人合計95人の候補者を擁立。投開票の結果、小選挙区では全員が落選したが、南関東（鈴木敦）・近畿（北野裕子、比例復活）・九州（吉川里奈）の各ブロックで1議席ずつ獲得。小選挙区での得票率は5～10%に留まった。得票率トップは熊本県第2区の17.5%。

### 2025年
5月9日、結党以来初めての代表選挙の開票を行い、参議院議員の神谷宗幣が続投することが決定した。代表選には神谷のほか、衆議院議員の吉川里奈、副代表で石川県議の川裕一郎が立候補し、神谷が169票、吉川が45票、川が36票を獲得した。投票は国会議員・役員（ボードメンバー）5人に計100票、地方議員に50票、支部役員に50票、運営党員に50票を配分し、総計250票で争われた。これまで代表は常任役員会の決議で選出されていたが、選任手続きの透明性を示すために初の代表選が実施された。神谷は「外から『独裁だ』と言われている。党員の思いで代表が選ばれる形を内外に示したい」と述べた。この代表選では鈴木敦が選挙管理委員長を務め、「民主主義に基づいた政党であることを示すものなので代表選は非常に重要。ただのセレモニーではない」と述べた。また、「『選挙に行こう』と言っている参政党が、党員として代表選すら参加できないのはおかしかった」と振り返り、結党以来初となる代表選の意義を強調した。新代表の任期は最長3年とされている。
5月、自民党の西田昌司参院議員が「ひめゆりの塔」の展示説明について「歴史の書き換え」と発言し批判を受けたことについて、神谷宗幣代表は「本質的に間違っていない」と述べて西田を擁護し、この発言も沖縄戦体験者や研究者などから批判を受けた（後述）。
5月17日、「新日本憲法（構想案）」を公式サイトで発表した。党によれば、約2年間にわたり全国でワークショップや勉強会を開催し、党員の意見をもとに策定したとしている（後述）。

#### 地方議会選・東京都議選・参院選での躍進
5月、7月に行われる第27回参議院議員通常選挙では、全国45選挙区すべてと比例代表に候補者を擁立し、選挙区と比例代表で合わせて6議席の獲得を目指す方針を示した。候補者数は計53人で、自民党に次いで2番目に多い。比例代表には、元衆議院議員の松田学と安藤裕、石川県議で党副代表の川裕一郎、会社経営者の山中泉、医師で美容ジャーナリストの岩本麻奈、作家・映画監督の寺西一浩、ラグビー解説者の後藤翔太、会社役員の重松貴美、弁護士の安達悠司など、著名人を含む候補者を擁立した。また、東京都選挙区にはシンガーでキャスターのさや（saya、塩入清香）を擁立した。寺西の擁立会見には俳優の大村崑が応援団長として同席し、さやの擁立会見には田母神俊雄と三橋貴明が同席した。
6月15日、地方選挙が行われ、兵庫県尼崎市、愛知県西尾市、福井県あわら市の市議選で参政党の候補者が最多得票で当選した。
6月22日、東京都議会議員選挙で世田谷区、大田区、練馬区、八王子市の4選挙区に候補者を擁立し、八王子市を除く3候補が当選し、同党として初めて東京都議会での議席を獲得した。選挙戦では元航空幕僚長の田母神俊雄が街頭演説に応援として参加した。神谷は、勝因として「『日本人ファースト』というキャッチコピーが有権者の胸に刺さったのではないか」と分析した。東京新聞は従来自民党を支持していた層の一部が参政党に流れたと分析した。同党は今回の都議選で「インフラの民営化・外資参入に反対」「外国人の不正・犯罪の取り締まり強化」「石原都政の教育政策の復興」などの保守色の強い政策に加え、「都民税50％減税と生活コストの削減」「食の安全保障と給食改善」などの公約も掲げた。
6月28日、日本維新の会を離党していた参議院議員の梅村みずほが参政党に入党し、同月30日、7月の参院選に比例代表で立候補することが発表された。梅村の加入により参政党の国会議員は5人となり、「国会議員5人以上」「直近の国政選挙で得票率2％以上」という国政政党の2要件を満たした。これにより、日本記者クラブの党首討論会やテレビ各社の選挙番組に、他の主要政党と同様に参加することが可能となった。
神谷代表は6月、参院選について「最低ラインは比例代表で5議席、選挙区では東京、大阪を重点区にしており、どちらかの選挙区で1議席は取りたい」と述べ、比例代表で約450万票以上の獲得目標を示したが、マスコミ各社が躍進する情勢と報道したのを受け、選挙の最終盤に獲得目標を20議席に上方修正する。
7月20日の投開票の結果、選挙区で7議席・比例で7議席の14議席を獲得。最終盤に目標としていた20議席には届かなかったが、当初の目標である6議席を大幅に上回った。複数区で改選数7人（補欠選出1議席含む）の東京ではさや（塩入）が2位で当選し、さらに全ての4人区（埼玉・神奈川・愛知・大阪）で議席を獲得し、3人区の福岡（中田優子、2位当選）、2人区の茨城（櫻井祥子、2位当選）で立憲現職を追い落とすなど勢いが目立った。落選した選挙区でも、北海道（3人区）では3位で当選した自民現職に約8,400票差まで迫る健闘ぶりをみせた。これにより非改選である神谷の議席を含めて参議院で15議席となり、参議院では会派単独で予算を伴わない法案を提出することが可能になった。比例区では現職の梅村が党内個人票トップで当選し、国政経験者の安藤裕と松田学が当選して国政に復帰。他に安達、岩本、山中、後藤が初当選している。
1人区では当選者はなかったものの、群馬では自民党現職候補を1万8千票差まで追い込む善戦を見せるなど、保守層や無党派層の一定の受け皿となり、立憲や国民など非自民候補に有利に働いたことが自民が14勝18敗で負け越した遠因となったと報道された。朝日新聞の出口調査によると、1人区で無党派層が自民党に投票した割合は前回2022年に比べ10%以上減少した一方で、参政党に投票した割合は倍以上に増加した。
選挙区の候補者全員が供託金の没収点を上回る票を得ており、全選挙区に候補者を擁立したこともあって選挙区の得票数が野党で1位となり、全体でも2位となった。比例の得票数は前回約176万8000票から大幅に増やし742万5053票と自民党、国民民主党に次いで3位。秋田（9.4％）を除く46都道府県で得票率が10％を超え、大阪では日本維新の会に次ぐ2位となった。選挙区での各区市町村獲得票数では群馬県の伊勢崎市、太田市、大泉町、玉村町といったかねてから外国人在住者が多い自治体や、クルド人在留者が急増して行政問題となっている埼玉県川口市といった自治体では参政党候補がトップの票数を集めるなど、「日本人ファースト」をスローガンとした参政党の戦略が有権者の支持を得たと見られている。
NHK・読売新聞社・日本テレビをキー局とするNNN系列30社の合同出口調査によると、石破内閣を支持しないと答えた人のうち18%が比例で参政に投票。国民、立憲を抑え、政権批判票の最大の受け皿となった。支持政党がない無党派層の比例の投票先は国民に次いで2番目に多かった。岩盤とされていた自民支持層から6.2%の支持を集めた。また、年代別では、30代と40代の現役世代から最も多い支持を集めた。
一方で選挙戦においては同党の排外主義的、非科学的な主張が他党やメディア、有権者から批判されたり、一部の候補者による選挙違反ともとられかねないようなSNSでの投稿も行われ、物議を醸した。選挙期間中の7月12日にTBSテレビ系列で放送された『報道特集』内の特集企画『外国人政策も争点に急浮上〜参院選総力取材』において、参政党が「番組の構成・表現・登場人物の選定等が放送倫理に反するものであり、選挙報道として著しく公平性・中立性を欠く内容」としてTBS側に抗議し訂正等を求める申入書を提出。TBSは「参院選の争点に（外国人に対する政策が）急浮上していることを踏まえ、排外主義の高まりへの懸念が強まっていることを、客観的な統計も示しながら、様々な当事者や人権問題に取り組む団体や専門家などの声を中心に問題提起したもの」「有権者に判断材料を示すという高い公共性、公益性があると考えている」と回答。参政党はBPO放送人権委員会に申し立てを行った。
参院選後に召集された第218回臨時国会では、結党以来初の常任委員長ポストとして、参議院懲罰委員長を獲得し、松田が懲罰委員長に就任した。
8月1日、国会議員団の役員ポストを新設し、幹事長兼政調会長に国政へ復帰した自民党、新党くにもり出身で参議院議員の安藤裕を起用した。

## 理念・綱領
「日本の国益を守り、世界に大調和を生む」という理念を掲げている。
参政党の綱領は、以下の通りである。
1. 先人の叡智を活かし、天皇を中心に一つにまとまる平和な国をつくる。
2. 日本国の自立と繁栄を追求し、人類の発展に寄与する。
3. 日本の精神と伝統を活かし、調和社会のモデルをつくる。

綱領に「天皇」について書いている理由は、天皇という「権威」を社会の中心に据えることで、為政者の「権力」の乱用を抑制し、国民を守るという日本の伝統的な国柄を維持したいという考えに基づいている。

## 政策・主張
政策は3つの重点政策と、10の目標から構成されている。3つの重点政策は、「子供の教育（学力より学習力の高い日本人を育成し、郷土を愛する精神を作る）」「食と健康、環境保全（化学的な物質に依存しない食と医療の実現と、それを支える循環型の環境の追求）」「国のまもり（日本のかじ取りに外国勢力が関与できない体制づくり）」である。また、「自虐史観を捨て、日本に誇りが持てる教育を」「移民受け入れより、国民の就労と所得上昇を促進」などの主張も掲げている。
2025年の参議院選挙では、「日本人ファースト」を掲げ、消費税の段階的廃止や社会保険料の見直しによる国民負担率の引き下げ、外国人による土地取得の規制強化、食料自給率100％を目指す農業支援、平等な教育機会の提供や自国への誇りや家族愛を育む教育の推進、子育て給付の拡充などを公約に掲げた。また、「選択的夫婦別姓反対」や「外国人への生活保護支給の停止」、「LGBT理解増進法の撤回」、「同性婚への反対」なども主張した。

### 十の柱
基本政策の「10の柱」。この「10の柱」作成のプロセスに、神谷事務局長は「一切関与していません。（中略）僕の考えとは違うところもありますが、党員がそれでいいなら良いと思います」と語っている。
1. 一の柱：社会づくり（具体的には、「人とのきずなと生きがいを安心して追求できる『コミュニティ作り』など[PR 16]）
2. 二の柱：安心できる生活づくり（「自己免疫力向上のため、薬やワクチン等の化学物質に依存しない医療システムの構築」「安全食品である有機農産物の普及」「農林水産物自給率100%の達成」など[104][PR 17]）
3. 三の柱：経済づくり（「財源は『会計処理の変更によるムダ削減』と『国債発行』」「国家主導のデジタル通貨の導入」「積極財源による減税を目指す」など[56][PR 18]）
4. 四の柱：人づくり（「国や伝統を大切に思える自尊史観（歴史修正主義）の教育」「健康な精子と卵子を育てることで少子化対策も実現できるように、オーガニック等の安全な学校給食と食育を推進」など）[104][265][PR 19]
5. 五の柱：科学技術づくり（人間本位の技術革新の推進など）[PR 20]
6. 六の柱：国防力と危機管理力づくり（法改正と自主防衛確立など）[PR 21][44][45][266]
7. 七の柱：世界に大調和を生む外交づくり（「日本が主導し、共存共栄する世界新秩序の形成」「『八紘為宇[注釈 4]』の理念で国際社会の共存共栄路線を遂行」）[268][PR 22]
8. 八の柱：納得の政治・行政づくり（「江戸時代の藩を参考にした地方分権」「『職業政治家』や天下りの根絶のため、プロフェッショナリズムを活かすという『大きな幸せ』によって議員や官僚たちの行動原理を変える」など[PR 23]）
9. 九の柱：環境・エネルギー体系と国土づくり（「既存原発・化石燃料の活用」「外国勢による支配の問題が顕在化している『メガソーラー』等を抑止」「地球温暖化問題や、カーボンニュートラルの必要性の是非を判断」など[269][PR 24]）
10. 十の柱：国家アイデンティティづくり（「男系（父系）による皇位継承を堅持」「戸籍制度の堅持」「LGBT差別禁止の制度化には反対（日本はもともとLGBT等に対する差別の少ない国）」「『やまと心（大和魂）』を取り戻すため、コメを中心とする日本食の食習慣に回帰する」など[PR 25]）

### 新日本憲法（構想案）
2025年5月、参政党は「創憲プロジェクト」の成果として「新日本国憲法（構想案）」を公式サイトで発表した。党によれば、この草案は、全国で行われたワークショップや勉強会に参加した約500人の党員を中心に、約2年かけて策定された。参政党は現行の日本国憲法について、「制定過程の正統性が乏しい」「日本独自の歴史観が反映されていない」「国防に関する規定が不十分である」などの問題点を挙げ、国民主体で一から憲法を創り直す「創憲」を掲げている。
草案は、現行憲法の103条を33条に簡略化している。参政党は「子どもでも読めて覚えられる」ことを目指した平易な表現を意識しているとし、現行憲法の基本理念である「国民主権」「基本的人権の尊重」「平和主義」を維持しつつ、「國體と国民参加」「権理の基盤としての公益」「自立と平和の追及」の3つを補完的に加えたとしている。また、この草案を「議論のたたき台」と位置づけ、今後も国民的議論を踏まえた修正を行っていくとしている。
主な内容としては、国民の平等や信教の自由など人権に関する条文が設けられておらず、国会・内閣・裁判所に関する規定も簡素化されている。「国民主権」や「基本的人権」の文言は含まれておらず、「国は、主権を有し」と規定されている。また、「日本は天皇のしらす（治める）君民一体の国家」と規定されていることから、統治権の主体は天皇とされていると解釈する声もある。国民が天皇を敬慕する家族国家が「国体」であると記され、天皇が元号を定め、「君が代」を国歌、「日章旗」を国旗とする規定がある。平和主義に関する文言はなく、自衛軍の保持が規定されている。自衛軍の最高指揮権は内閣総理大臣に属し、その行使に閣議決定は必要とされていない。国民に対しては「日本をまもる義務」が定められており、教育では教育勅語や神話を教えることが義務とされている。「家族は社会の基礎」とされ、婚姻は「男女の結合を基礎」とし、夫婦同姓が規定されている。国民の資格は、「父または母が日本人であること」「日本語を母国語とすること」「日本を大切にする心を有すること」とされており、外国人の参政権については認めないと規定されている。報道機関には、国の政策を偏りなく報道する義務を課す規定が設けられている。
この憲法案に対しては、内容の稚拙さや立憲主義の理解不足などを指摘する専門家の批判もある（後述）。

### 多様性反対・男女同権反対
同性婚やLGBT理解増進法、選択的夫婦別姓、候補者や議席の一定割合を女性に割り当てる「クオータ制」の導入などに反対。2022年、参院選の候補者に行ったアンケートでは、参政党の候補者50名の回答は、多様性に関する質問に対し、選択的夫婦別姓の法制化反対78%、外国人労働者の受け入れ反対94%、永住外国人の地方参政権反対98%という結果だった。神谷副代表（当時）は、「共産党が言っていることをその通りやると日本が駄目になる。もっと二酸化炭素は減らせ、LGBT、ジェンダーフリー。それでは共同体は維持できない」「多様性、ポリコレ、男女共同参画は共産主義」と述べ、男女同権やLGBTの理解増進、地球温暖化対策に反対の意を示した。武田邦彦アドバイザー（当時）は、街頭演説で「男が子どもを育児するのは非常に問題」と発言した。

#### LGBT理解増進法反対
LGBT理解増進法の成立に国会で反対し、法案通過後は地方議会でも条例に反対していくとしている。神谷副代表（当時）は、LGBT法案の成立について「共産主義者の国家解体の動きが背景にある」との見解を示している。
LGBT理解増進法の廃止を訴える理由として、「医療利権が生まれる」「女性への性犯罪の増加」「子どもへの悪影響」「男系による皇位存続の危機を招く」「国家の破壊につながる」などを挙げている。
2023年6月8日、神谷副代表は、国会の参議院財政金融委員会で岸田首相に対し、「日本は歴史的にLGBTを受け入れる寛容な社会」「LGBT法案により、社会の混乱や国民の分断が生まれ女性や子どもの権利や安全が侵害される」と訴えた。
2023年7月11日、神谷副代表は、産経新聞後援の講演会で「LGBTに理解を示す前に、子どもを産み育てることに理解を増進しないと…だからみんなで言わないといけないんですよ。LGBTなんかいらないと、理解増進なんかしなくていいと」と訴えた。

#### 天皇・男系継承
皇位継承については、男系（父系）に限定すべきと主張している。神谷代表は2023年、皇位継承者を増やすために側室制度の復活を提案したが、この発言は批判を受け、後に公式動画から該当部分が削除された。また、日本会議の友好団体「皇統（父系男系）を守る国民連合の会」の呼びかけ人には、元役員の赤尾由美、元アドバイザーの我那覇真子や葛城奈海らが名を連ねており、特別賛同人には松田学元代表が含まれている。

### 教育・少子化対策
「子どもの教育」については、「学力より考える力を重視する教育改革」を重点政策に掲げ、「国や地域、伝統を大事に思える『自尊史観（歴史修正主義）』の教育」を推進する方針である。具体的には、「地方自治体が探究型フリースクールを設立できるよう法改正を行うこと」などを掲げている。
少子化対策では、オーガニック給食と食育を通じて、「健康な精子と卵子を育てることで少子化対策も実現できる」ことを掲げている。参政党は農薬を子どもの学力や健康と関連付け、オーガニック給食を推進している。神谷副代表は、「男女共同参画予算で学校給食を全部オーガニックにできる」などと語り、少子化問題も「食事を改善すれば子どもも増えるのに、それをやらせないようにしているとしか思えない」と述べている。

### 食と健康、環境
参政党は「化学物質に依存しない食と医療の実現、化学物質を使わない農業と漁業の推進」を重点政策としている。農薬や食品添加物、遺伝子組換え（GM）、ゲノム編集作物などで食の安全が脅かされているとし、学校給食の有機化を推進している。
先人の知恵を生かした『日本版SDGsの推進』を掲げ、「日本で元々とれない作物はつくらない」「米国産の小麦を食べ続けると病気になる」「乳製品はよくない」「有機無農薬・自然栽培食材を使った給食で子どもの病気が減り、学力が上がる」「日本人の自殺・死亡原因は世界一の農薬と化学肥料のせい」などと主張している。また、子どものCOVID-19ワクチン接種やワクチン全般、昆虫食、遺伝子組み換え食品などに反対している。
発達障害については、『参政党Q&Aブック 基礎編』に「存在しない」と書かれている。
参政党の農業政策に対しては農家から批判の声がある（後述）。

2024年2月、ジャンボタニシを巡る騒動が起きた（後述）。

#### 昆虫食・培養肉反対
政策において、昆虫食や培養肉の開発および普及施策の中止を掲げている。
2023年3月22日、参政党は内閣に対し、「農林水産省、政府系企業による昆虫食推進に関する質問主意書」を提出した。会見では、「SDGsを錦の御旗のように掲げ、無理やり昆虫食を食べさせる、有無を言わせない推進には非常に強い違和感がある」「昆虫食が日本人の身体に与える影響について、政府はちゃんと分析や評価をしているのか」と訴えた。

#### 新型コロナ感染症政策
新型コロナ対策では、政府のCOVID-19ワクチン接種推進に反対し、マスク着用の自由化を主張した。街頭演説では、ワクチン（お注射）を「殺人兵器」と呼び、COVID-19のパンデミックは計画的に引き起こされたもの（プランデミック）だと述べていた。神谷副代表（当時）は、「『炎上商法』ではないが、批判を受けるくらいわかりやすい言葉は選挙に有効」と話していた。

##### 反ワクチン
COVID-19ワクチンだけでなく、すべてのワクチンを否定し「打ってはいけない」と人々に呼びかけている。

2022年9月20日、神谷副代表（当時）は、「子どもへのワクチン接種とワクチン後遺症を考える超党派議員連盟」に加わり、マスクやワクチンで子どもが健康を害しているとして国会で活発に活動を行っている。議連の発起人は、自民党の山田宏、立憲民主党の川田龍平議員であり、須藤元気や中島克仁、山田勝彦、青山大人なども参加している。また、連盟設立の会合には、参政党の松田学代表や党アドバイザーの井上正康も参加し、河村たかし名古屋市長、南出賢一泉大津市長もリモートで参加した。連盟設立のきっかけは2022年4月5日、民間団体「子どもへのワクチン接種を慎重に考える会（JACVC）」（松田学と井上正康が共同代表）が衆参の国会議員を対象に国会内で開いた勉強会だった。
2023年7月11日、神谷副代表は、産経新聞後援の講演会で、「COVID-19ワクチンを売るために、ウイルスを撒いた可能性がある」「向精神薬は麻薬みたいなもの」と発言した。
2023年11月、超党派の「WCH（ワールドカウンシルフォーヘルス）議員連盟」が発足した。WCH議連の事務総長は神谷代表であり、WCHは「世界保健機関（WHO）が進めるパンデミック条約により、国家主権が奪われワクチン接種が強制になる」と主張している。
2024年1月14日、東京でWHOとパンデミック条約に反対するデモが行われ、参政党の松田学元代表や山中泉らが演説した。4月13日には、WCHJが協力する「パンデミック条約反対」を掲げた集会・デモが開催され、参政党関係者も参加した。5月31日には、日比谷公園でWHOとパンデミック条約に反対する大規模な集会・デモが行われ、松田学元代表が参加し、WHOを世界政府（グローバリズムを推し進める支配層）と位置づけてパンデミックを計画し人々を支配しようとしているといった趣旨の発言を行った。
泉大津市の南出賢一市長が代表を務める「こどもコロナプラットフォーム」には、神谷代表や武田邦彦、吉野敏明、党アドバイザーの井上正康などが参加している。「こどもコロナプラットフォーム」は、厚生労働省に対して、子どものCOVID-19ワクチン接種勧奨中止等を求める活動を行っている。

#### 地球温暖化対策への反対
地球温暖化に懐疑的で、カーボンニュートラルの取り組み（炭素税の導入や二酸化炭素の排出量を減らすこと）に反対している。また、原発と化石燃料を活用し、「外国勢による支配の問題が顕在化している『メガソーラー』」などを抑制することを主張している。

### 外交・防衛

#### 歴史認識
参政党は、太平洋戦争を「大東亜戦争」と呼び、「侵略戦争でなかった」と主張し、「欧米からアジア諸国を開放することが目的だった」との立場を示している。沖縄戦についても、日本軍は「沖縄を守るために戦った」との認識を示している（後述）。従軍慰安婦や南京大虐殺についても否定しており、戦後の歴史観をGHQ（連合国軍総司令部）の政策によって洗脳された「自虐史観」と位置づけ、「自尊史観」の教育を掲げている。神谷代表は2023年の国会で、GHQがウォー・ギルト・インフォメーション・プログラム（WGIP）を実施し、「日本人は永久に戦争犯罪人であるという罪悪感を日本人に刷り込む情報作戦」によって、さきの大戦は全て日本国民は日本の軍隊が悪かったと刷り込まれたと発言している。
現行の日本国憲法についても「占領下でGHQの監視のもとで制定された」と批判し、日本人自身の価値観を反映した憲法を国民の手で制定する「創憲」を主張している。2025年には「新日本国憲法（構想案）」を発表した。

#### 安全保障
「憲法改正と自衛隊の増強」を訴えており、2022年の参院選候補者アンケートでは、参政党の候補者50名の72%が、核兵器を「持たず」「つくらず」「持ち込ませず」の非核三原則に反対、96%が首相の靖国神社参拝に賛成と回答した。また、アメリカからの自立や反グローバリズムの立場を取り、「佐渡島や対馬を独立させて国を作り、核武装すべき」とする主張もみられる。さらに、神谷代表はNISAの資金を活用して国産SNS開発することで、情報セキュリティの強化や新たな民間事業の創出、国民資産の有効活用と利益還元が可能になると述べている。

#### 対ロシア政策・ウクライナ侵攻への姿勢
ロシアによるウクライナ侵攻について、欧米諸国やウクライナ側にも責任があるとする立場を示している。松田学は街頭演説で「彼ら（グローバリスト）の利権のためにウクライナ紛争が起きた」と主張し、神谷宗幣代表は2022年参院選の候補者アンケートで、日本政府による対ロシア経済制裁は緩和すべきとの見解を示した。さらに神谷は、2023年4月の国会において「アメリカがウクライナを担いで戦争に至らせた」と述べている。党の公式サイトでも、NATOの東方拡大やウクライナ国内のロシア系住民への対応などを侵攻の背景として挙げ、日本政府に対して現行の対露強硬姿勢からの転換や中立的な外交を求めている。

## 組織

### 幹部

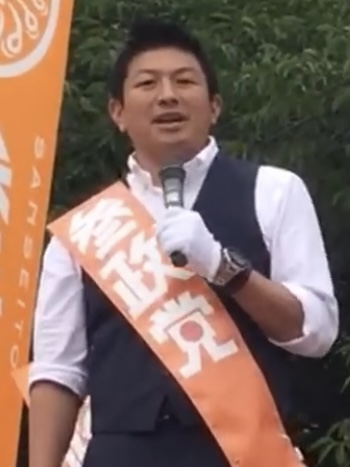
神谷宗幣代表兼事務局長（2022年6月20日）

中心人物で代表の神谷宗幣は、元吹田市議員で、自民党の公認で2012年衆院選に出馬して落選したことがある。元代表の松田学は、日本維新の会の元衆議院議員で、元財務官僚である。参政党では神谷宗幣が中心となって意思決定を行っている。神谷は党運営について「一言で言えばボクがいること。人は人でしかまとめられない」と述べている。

### ゴレンジャー
党員から特に人気の高かった神谷宗幣、松田学、赤尾由美（大日本愛国党創設者の赤尾敏の姪）、武田邦彦、吉野敏明（代替医療の推進で有名な歯科医師）の5人は、支持者から「ゴレンジャー」と呼ばれていた。松田を含む4名は、神谷が運営するYouTubeに出演経験があり、神谷の誘いを受けて参政党に参加した。その後2023年11月ごろ、ゴレンジャーのうち赤尾、吉野、武田が離党ないし追放されていった。

### 本部
2022年時点での本部の所在地は、東京都港区麻布台2-2-12 三貴ビル3F。2020年の政治資金収支報告書では大阪府吹田市千里山西1-37-40であり、代表者名は神谷宗幣だった。

### 支部
全国47都道府県に支部を設置しており、2024年11月末時点で287支部が設立されている。党の公式サイトによれば、最終的には289支部の設立を目指している。

### 財政
参政党は、新興政党とは思えないほど潤沢な資金を持っている。その資金力の特徴は、個人からの党費や寄付金に大きく頼っていることにある。具体的な集金方法として、「全国各地での有料タウンミーティング」「大規模な政治資金パーティー」「高額な党費設定（2025年1月に2,500円に改定、以前は月額4,000円）」「個人からの100万円以上の寄付」「議員候補者向けの『参政党DIYスクール』」「議員歳費の一部を党に納める規則（毎月10%、町議・村議は5％）」「グッズの販売」などがある。また、参政党は株式会社「エドワークス」を100％出資で設立しており、同社が運営するオンラインサロン「現代版ビジネス寺子屋」を通じて、党員の政治活動とビジネス活動を結びつける事業を展開している。
これらの手法は、ネットワークビジネス的な側面があると指摘されている。一方で、参政党自身の発信する情報によると、参政党は企業や団体からの献金を受け取らないことで、特定の利益団体に縛られない政策が可能であると述べている。
2020年度の政治資金収支報告書によると、参政党の収入は約8,600万円で、内訳は会員による会費収入約2,400万円、参政党DIYスクール受講料約4,700万円などだった。主な支出には、神谷宗幣や松田学、小名木善行ら幹部への講師料や、神谷が経営するイシキカイカク株式会社への支払いが含まれていた。2021年度の収入は約6,992万円で、内訳は会員による会費収入約3,284万円、参政党DIYスクール受講料約3,200万円などだった。また、2023年度の党首所得では、神谷代表が2,648万円を得ており、講演料や著書の印税収入は494万円で、自民党の岸田首相に次いで2位となった。
2022年11月時点で、月の党費収入は4,000万円を超えており、2022年の参院選に要した約5億円の選挙費用は主に党員からの寄付で賄われていた。政治資金パーティーでは、最低2万円から最高10万円の5,000席以上が完売し、グッズの売り上げや広告収入などもあった。
2023年11月に公開された2022年度の政治資金収支報告書によると、2022年の収入は16億円で、その約9割（14億円）は個人からのものだった。党費や会費を支払った人数は4万6,524人で、総額3億4千万円を集めた。全国各地で有料の「タウンミーティング」を頻繁に開き、2022年は計2.6億円を集めた。大規模な政治資金パーティーでは、約1万3千人から計3.2億円（1人当たり平均2万円超）を集め、これらの「事業収入」は合計6.6億円で、収入の約4割を占めた。個人からの100万円以上の寄付と党費も多く、2022年の寄付は延べ3千人以上から計4.3億円を集めた。また、継続的な寄付制度（橙鳳会）やクラウドファンディングも実施している。
政党交付金は、2022年に7,702万円、2023年に1億8,400万円、2024年に2億4,300万円が交付された。2025年は当初5億1,600万円の交付が予定されていたが、同年7月の参院選での議席増により、9億1,400万円が交付される見込みとなった。

### 政治資金パーティー
参政党は、年に2回程度のペースで、大規模な政治資金集めのパーティーを開催している。パーティーでは、習字パフォーマンスやバレエ、漫才などが披露されるなど、催しの内容には娯楽的な要素も含まれている。また、有機農法で栽培された野菜などの物販も行われる。参政党の党大会やタウンミーティングには参加費が設定されており、2022年3月の第2回党大会では、先行ペア1万円、党員7,000円、一般8,000円などのチケットが販売された。
2022年5月8日、第1回の政治資金パーティー「イシキカイカクサミット」がパシフィコ横浜ノースで開催された。このイベントの運営は、神谷宗幣が経営する「イシキカイカク株式会社」が行った。パーティー券は高額で、SS席10万円、S席5万円、一般席2万円だったが、5000枚が完売し、会場での書籍やTシャツ、幹部の顔写真つきうちわ、高額なDVDなどのグッズ販売も加えて約2億円の政治資金を集めた。パーティーには、マスクやワクチンに反対する井上正康名誉教授や音楽ユニットHEAVENESEも出演し、HEAVENESEは演奏の合間にユダ王国の“説教”を行った。9人の講師による講義では「ディープステート（闇の政府）」「国際金融資本による日本侵略」「インバウンドの受け皿はグローバリストの中国人」「新型コロナにワクチンやマスクは役に立たない」などの主張が行われた。パーティーの動画は2万円で有料配信されたため、会場での撮影は制限された。
2022年8月21日、第2回の政治資金パーティー「国政政党誕生　予祝パーティー」が幕張メッセで開催された。チケットの値段は、SS席10万円、S席5万円、一般席2万円などだった。パーティーでは、君が代斉唱の後、「安倍晋三元首相殺害事件にまつわる陰謀論」「ワクチンの繰り返し接種で死の階段をあがる」「ある地域の電力の8％を太陽光に替えると自然に生きている生物が全部死ぬ」などの過激な主張が行われた。
2023年3月4日、第3回の政治資金パーティー「春のBAN政り（はるのバンまつり）」をベルサール高田馬場で開催し、吉野敏明は国歌斉唱、松田学はチェロの演奏、赤尾由美はバレエを披露し、セミナーなどが行われた。
2023年9月9日、第4回の政治資金パーティーを有明で開催した。チケット代は最高席20万円、最安席2万円だった。参政党は、次の衆議院選挙で5議席獲得を目標に130名の候補者擁立を目指しており、1名につき供託金300万円で、合計3.9億円の費用が必要と説明している。パーティーには、ゲストとして元格闘家・参議院議員の須藤元気が出演し、「海外で禁止になっている農薬が使われている」ことなどについて神谷代表と対話を行った。会場では愛国ソングが流れる中、三面スクリーンに太平洋戦争時の特攻隊の映像が映し出され、参加者の中には涙を流す者もいた。
2024年8月10日、第5回の政治資金パーティーを神⼾国際展⽰場で開催。
2025年5月17日、「参政党FES 2025飛躍」と題した政治資金パーティーをベルサール高田馬場で開催した。SS席20万円など各種チケットが販売され、神谷宗幣代表による憲法草案発表や国政報告、演説大会、ゲスト講演などが行われた。

### 党員・サポーター
参政党は、「投票したい政党がないから、自分たちでゼロからつくる」という理念のもと、活動や政策、人材を自分たちでDIY（Do It Yourself、手作り）していく「参加型民主主義」を掲げている。特徴の一つは、党員の意見を党運営に反映させる仕組みの導入で、月額1,000円から党員になれ、月額2,500円（2025年1月改定、以前は月額4,000円）の党費を払えば党内で起案された政策や公認候補者への投票権が得られるとする。支持者に「自分たちがつくる政党」「自分たちがこの選挙をつくっている」と実感や達成感を感じさせることで、投票に行かない層の「最初に出会った政治の入り口」として支持を広げてきた。
参政党の会員制度は以下の3つのコースから構成されており、党員としてのレベルアップシステムが示されている。上位会員になるほど、党の活動や政策立案に積極的に関わる権利が与えられる。
1. サポーター（無料）：週1回、活動報告やイベントのお知らせなどがメールで配信される[PR 47]。
2. 一般党員（月1,000円）：政策学校「参政党DIYスクール」への参加資格や党大会等の運営参加資格の運営参加資格が与えられる（2022年9月以降の説明は、「党大会等の」という文字が消え、「大規模イベントへの運営参加資格」となっている）[PR 47][PR 48]。
3. 運営党員（月2,500円）：大規模イベントへの運営参加資格、政策立案における投票権、公認出馬議員の党内予備選挙における投票権、選挙に立候補する権利などが与えられる[67][PR 47]。この金額は、自民党や立憲民主党の党費（年4,000円）と比較して高額であると指摘されている[67][76]。

以前の会員制度は4つのコースから構成されており、「メルマガ党員（月500円）」というコースでは、週2回、神谷宗幣らによる音声メルマガが配信されていた。
参政党の候補者になる条件は、「運営党員」かつ70歳未満の日本人（多重国籍や帰化した者は不可）である。ただし、2022年の参議院選挙には、79歳の武田邦彦が立候補している。また、候補者となるには「参政党DIYスクール」の受講が事実上必須とされており、受講料は通学が18 - 20万円、通信が6 - 7万円と高額である。参政党DIYスクールは2020年6月に開講し、これまでの講師陣には田母神俊雄、竹田恒泰、ケント・ギルバート、山口敬之などの右派論客や、井上正康、宮沢孝幸、小林よしのり、南出賢一泉大津市長、葛城奈海、坂東忠信などが含まれる。そのほか、林千勝、江崎道朗、河添恵子、馬渕睦夫などが勉強会の講師を務めたこともある。
党員数は、2022年末時点で約10万4,000人と公表しているが、これにはサポーターとメルマガ会員も含まれている。2022年度の政治資金収支報告書によると、党費を納入している一般党員と運営党員を合わせた数は約4万6,500人だった（党費収入額は約3.4億円）。2022年10月、内閣府男女共同参画局の各党への調査では、党員数は3万9,530人だった。2025年6月時点では、党員数は約4万人である。

### 活動手法
参政党は、「コミュニティ・オーガナイジング（CO）」の手法を活用して支持者を拡大している。SNSやウェブサイトを通じて初見の人々に接触し、タウンミーティングや講演会、ぬか床作りなどのイベントで居場所を提供し、選挙やイベントへのボランティア参加を促すことで希望や仲間意識を醸成している。また、料金体系が段階的に設定された党員制度や、選挙スクールの受講といった「レベルアップ」の仕組みが用意されている。2022年頃までは、勧誘人数に応じてランクが上がるマルチ商法類似の党員ランク制度（10人勧誘でブロンズ会員、30人勧誘でシルバー会員、100人勧誘でゴールド会員、1,000人勧誘でダイヤモンド会員となり特典が付与される）も存在していた。
一部のメディアや評論家は、参政党の活動手法について、ネットワークビジネス的な要素や、陰謀論的な物語を共有することで支持者の一体感や行動力を高めていると指摘している（後述）。
参政党は、党員や支持者とともに「創憲」ワークショップや勉強会を全国各地で開催し、新しい憲法案の議論を進めているが、こうした運動や憲法観には、識者から警戒や懸念の声も上がっている（後述）。

## 役職

### 歴代代表
代表は、党規約に基づき、常任役員会「ボード」の過半数の決議によって選出されていたが、手続きの透明性を党内外に示すため、2025年5月に結党以来初めて代表選挙が実施された。新たな代表の任期は最長3年とされている。
- 代表選の欄、無 は無投票

| 代 | 代表                           | 代表選 | 在任期間                       | 備考                               | 期 |
| -- | ------------------------------ | ------ | ------------------------------ | ---------------------------------- | -- |
| 0  | （空席）                       | —      | 2020年4月11日 - 2021年12月22日 | 届出上の代表者は事務局長の神谷宗幣 |    |
| 共 | - 松田学 - 赤尾由美 - 吉野敏明 | 無     | 2021年12月23日 - 2022年7月14日 | 肩書は共同代表                     | 1  |
| 1  | 松田学                         | 無     | 2022年7月15日 - 2023年8月29日  |                                    | 1  |
| 2  | 神谷宗幣                       | 無     | 2023年8月30日 - （現職）       |                                    | 1  |

### ボードメンバー（党役員）
ボードメンバーはボードメンバーが選ぶという規約がある。
2024年11月現在のボードメンバー（党役員）は以下の通り。
| 役職               | 氏名     | 所属・主な肩書 |
| ------------------ | -------- | -------------- |
| 代表・事務局長     | 神谷宗幣 | 参議院議員     |
| 副代表・副事務局長 | 川裕一郎 | 石川県議会議員 |
| ボードメンバー     | 鈴木敦   | 衆議院議員     |
| ボードメンバー     | 北野裕子 | 衆議院議員     |
| ボードメンバー     | 吉川里奈 | 衆議院議員     |

### 党役員
2025年8月1日に国会内で開かれた両院議員総会にて決定した党の幹部人事。
| 役職                          | 氏名       | 衆参別 |
| ----------------------------- | ---------- | ------ |
| 代表                          | 神谷宗幣   | 参議院 |
| 幹事長 政務調査会長           | 安藤裕     | 参議院 |
| 参議院議員会長 両院議員総会長 | 松田学     | 参議院 |
| 衆議院国会対策委員長          | 鈴木敦     | 衆議院 |
| 参議院国会対策委員長          | 梅村みずほ | 参議院 |
| 衆議院国会対策副委員長        | 北野裕子   | 衆議院 |
| 幹事長代理                    | 吉川里奈   | 衆議院 |

### 歴代のボードメンバー（党役員）表

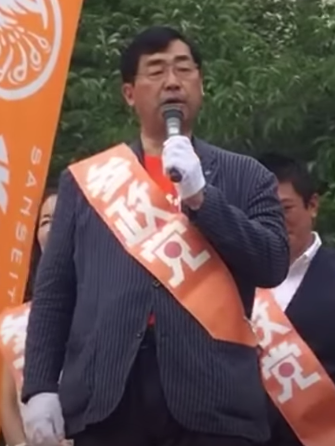
松田学元代表（2022年6月20日）

| 就任年月      | 事務局長 | 副事務局長 | 政策担当 | 政策担当 | 広報担当 |
| ------------- | -------- | ---------- | -------- | -------- | -------- |
| 2020年4月11日 | 神谷宗幣 | 篠原常一郎 | 松田学   | 渡瀬裕哉 | KAZUYA   |
| 2021年1月     | 神谷宗幣 | 篠原常一郎 | 松田学   |          |          |

| 就任年月       | 代表                           | 副代表   | 事務局長 | 副事務局長 | ボードメンバー | ボードメンバー | ボードメンバー |
| -------------- | ------------------------------ | -------- | -------- | ---------- | -------------- | -------------- | -------------- |
| 2021年12月23日 | - 松田学 - 赤尾由美 - 吉野敏明 |          | 神谷宗幣 | 篠原常一郎 |                |                |                |
| 2022年3月27日  | - 松田学 - 赤尾由美 - 吉野敏明 | 川裕一郎 | 神谷宗幣 |            |                |                |                |
| 2022年7月15日  | 松田学                         | 川裕一郎 | 神谷宗幣 | 神谷宗幣   | 赤尾由美       | 吉野敏明       |                |
|                | 松田学                         | 川裕一郎 | 神谷宗幣 | 神谷宗幣   | 赤尾由美       | 田中義人       |                |
| 2023年4月26日  | 松田学                         | 川裕一郎 | 神谷宗幣 | 神谷宗幣   | 藤本一希       | 高井千歳       |                |
| 2023年8月30日  | 神谷宗幣                       | 川裕一郎 | 神谷宗幣 | 川裕一郎   | 藤本一希       | 高井千歳       | 新開裕司       |

### アドバイザー

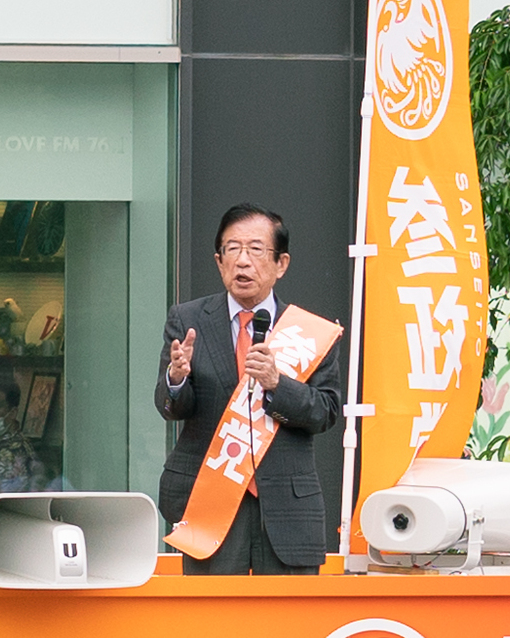
武田邦彦元外部アドバイザー（2022年5月29日）

2023年12月現在、参政党公式ホームページから、「アドバイザー」の欄が削除された。
2023年11月10日時点でホームページに記載されていたアドバイザーは以下の通り。
| 役職             | 氏名       | 所属・主な肩書                                 |
| ---------------- | ---------- | ---------------------------------------------- |
| アドバイザー     | 小名木善行 | 作家                                           |
| 外部アドバイザー | 井上正康   | 大阪市立大学医学部名誉教授                     |
| 外部アドバイザー | 武田邦彦   | 元共同代表、元中部大学総合工学研究所特特任教授 |
| 外部アドバイザー | 我那覇真子 | フリージャーナリスト                           |
| 外部アドバイザー | CEOセオ    | 起業家                                         |
| 外部アドバイザー | 和泉修     | 芸人、大阪国際大学経営ビジネス学部客員教授     |

歴代のアドバイザーには、田母神俊雄（元航空幕僚長）や葛城奈海、大谷ゆみこ（未来食つぶつぶ創設者）などがいる。

## 党勢

### 衆議院
| 選挙         | 当選/候補者 | 定数 | 得票数（得票率）   | 得票数（得票率）   |
| 選挙         | 当選/候補者 | 定数 | 選挙区             | 比例代表           |
| ------------ | ----------- | ---- | ------------------ | ------------------ |
| 第50回総選挙 | 3/95        | 465  | 1,357,189（2.50%） | 1,870,347（3.43%） |

### 参議院
| 選挙           | 当選/候補者 | 非改選 | 議席計 | 定数 | 得票数（得票率）    | 得票数（得票率）    |
| 選挙           | 当選/候補者 | 非改選 | 議席計 | 定数 | 選挙区              | 比例代表            |
| -------------- | ----------- | ------ | ------ | ---- | ------------------- | ------------------- |
| 第26回通常選挙 | 1/50        | 0      | 1      | 248  | 2,018,214（3.80%）  | 1,768,385（3.33%）  |
| 第27回通常選挙 | 14/55       | 1      | 15     | 248  | 9,264,284（15.67%） | 7,425,053（12.55%） |

### 所属議員

#### 国会議員
- 所属国会議員18名（衆議院議員3名・参議院議員15名、2025年7月21日現在）
- ※（）内は、当選回数と選挙区。

| 鈴木敦 （2回、比例南関東） | 北野裕子 （1回、比例近畿・滋賀3区） | 吉川里奈 （1回、比例九州） |

| 2028年改選 | 神谷宗幣 （1回、比例）     |                        |                        |                        |
| 2031年改選 | 梅村みずほ （2回、比例）   | 大津力 （1回、埼玉）   | 櫻井祥子 （1回、茨城） | 塩入清香 （1回、東京） |
| 2031年改選 | 初鹿野裕樹 （1回、神奈川） | 杉本純子 （1回、愛知） | 宮出千慧 （1回、大阪） | 中田優子 （1回、福岡） |
| 2031年改選 | 安達悠司 （1回、比例）     | 安藤裕 （1回、比例）   | 松田学 （1回、比例）   | 岩本麻奈 （1回、比例） |
| 2031年改選 | 山中泉 （1回、比例）       | 後藤翔太 （1回、比例） |                        |                        |

#### 地方議員
2025年8月4日現在。
- 都道府県議会議員：8人
- 市区町村議会議員：155人

## 支持層
参政党は、天皇中心主義、外国人参政権反対、憲法9条改正など右派的な国家主義・排外主義を主張している一方で、かつては左派が重視した食品添加物の危険性や自然栽培の意義、有機給食推進などを訴えており、これらの主張は、有機農業や有機食品、添加物問題などに関心がある層を引き付けている。参政党は当初、「自尊史観（歴史修正主義）の教育」「外国人労働者を抑制」「天皇を中心に一つにまとまる」等の政策でネット右翼的な層から支持を得ていたが、2021年頃から、「農薬や化学薬品を使わない農業や反ワクチン」を強く訴えるようになり、これらの主張に共鳴するオーガニック信仰者や反ワクチン派が支持に加わった。
2022年の参議院選挙では、COVID-19ワクチンの危険性と化学物質を使用しない安全な食と医療の実現を訴え、子育て・教育政策に重きを置く母親が参政党に投票した割合が高かった。若い世代ほど参政党に投票した割合が高く、YouTubeやTiktokで若い世代に支持を得たという見方もされた。比例区では、40代から50代の中高年層が最も多く支持した。2023年12月のNHK世論調査では、40代からはじまり50代60代の中高年層の支持率が高く、他の年代の支持率はほぼゼロだった。文筆家の古谷経衡は、10代から20代の投票率は低いため、若者から新しい潮流が始まったとは言えないと分析し、参政党支持者の主力年齢層は40代から70代前後のミドル・シニア層だと指摘している。政治的には、これまで政治や選挙に関心がなかった「政治的に無色」な人が多く、「一般的にいうところの右なのか左なのか」という鑑別基準すら持っていない人も多いという。古谷は、参政党への投票約137万票のうち約25％程度（4分の1）がネット右翼であると分析している。ネット保守層から一定の支持を受けているが、保守論壇中央からの強力な支持は受けていないという。古谷は、参政党の支持層は中産階級や富裕層の中高年が主要だと考えているが、これは党が提唱するオーガニックにこだわる食生活が一定の所得がないと実践しにくいためである。
2022年の参議院選挙の出口調査では、参政党支持者の約6割が「岸田内閣を支持しない」と回答しており、全政党の中で最も高い割合だった。朝日新聞の調査では、内閣不支持層の比例区投票先は、社民・NHK党を上回り、国民・れいわとほぼ互角だった。立憲には遠く及ばないものの、内閣不支持層の一定の票が参政党に流れたことが分かった。明るい選挙推進協会による意識調査では、2022年の参院選で参政党に投票した人は、2021年の衆院選では自民27％、維新19％に投票しており、右派政党から多くの票を取り込んでいた。また、意識調査の「自分を保守と革新のどちらと考える」という質問では、参政党支持者は自民党支持者よりも中道寄りの傾向にあることが示された。TBSとJX通信の共同調査では、右派政党から多くの票を取り込んだものの、れいわ新選組からも一定の票が流れていた。2022年9月の沖縄県知事選では、参政党支持者の約40%が、自公推薦候補ではなく、オール沖縄が推薦する玉城デニーに投票した。
反ワクチン集団の神真都Qのグループチャットでは、参政党を熱心に宣伝する投稿が行われており、一部のメンバーが参政党の支持に回ったとされた。神真都Qと参政党は、コロナワクチン不要論、スピリチュアルな独自の医療観、ディープステート等のQアノンに似た陰謀論、ナショナリズムを強調する保守志向、「子供たちのため」などのスローガンなど、多くの共通点がある。2022年5月13日、松田学代表は街頭演説で、神真都Qについて「グローバリストが、我々のように科学的知見に基づいて発言する人々を潰そうとしている」と述べ、「反社会団体に向かって我々は立ち上がらなければいけない」と訴えた。
百田尚樹の日本保守党とは、右派かつ保守色の強い政党という点で一致し、支持層が重複すると指摘されている。個々の政策においても、LGBT法に反対、移民政策に反対、消費税の引き下げに賛成など重なるものが多い。支持層のボリュームゾーンがインターネットを活用している50代であるところも共通し、参政党支持者の37.9％が日本保守党に好感を持っているという調査結果もある。神谷代表は、参政党のターゲットが日本保守党とは異なり、子育て世代の政治に興味のなかった層を対象に据えていると説明し、「連携できるところは連携したい」と述べた。2024年4月、衆院選補欠選挙の情勢調査によると、日本保守党に投票すると答えた人の8%は2022年参院選で参政党に投票した人だった。また、出口調査でも参政党支持者の一部が日本保守党の候補に投票したことが分かった。この選挙には参政党の公認候補が出ていたため、潜在的な支持者が日本保守党に流出した可能性が指摘された。参政党は、SNSや動画チャンネルで日本保守党を批判し、双方のネットユーザーが激しく対立している。
2024年2月、東京大学、早稲田大学、筑波大学の研究チームは、Twitter（現X）の1億件のツイートを分析し、ワクチン反対派に関連する因子を調べた。その結果、コロナ禍で新たに反ワクチンになった人は、陰謀論やスピリチュアリティ、自然派食品や代替医療への関心が入口（rabbit hole）となっており、反ワクチンを掲げた参政党への支持が高いことが示された。参政党は、選挙キャンペーン中に「国際ユダヤ資本などの陰謀論」「『風の時代』などのスピリチュアリティ関連語」を使ってこれらに関心を持つ人々を惹きつけており、陰謀論やスピリチュアリティをきっかけに2022年参院選における参政党の議席獲得につながった可能性が示された。
2022年の参院選以降、参政党の得票率や政党支持率には大きな変化は見られておらず、総務省のデータによると、2022年参院選の比例得票率は3.33％（約177万）、2024年の衆院選では3.43％（約187万）とほぼ横ばいだった。共同通信の出口調査によれば、自民党支持層の2％程度が参政党や日本保守党に投票していたが、大阪経済大学の秦正樹准教授は、ヨーロッパの右派政党のような大規模な支持拡大には至っていないと指摘していた。評論家の辻田真佐憲は、2024年の衆院選における参政党や日本保守党の躍進について、安倍晋三政権の支持層の一部が流入した結果と分析した。辻田によれば、SNSや動画を通じて、従来は可視化されにくかった極右的・陰謀論的な層が動員されやすくなり、小政党が支持を広げる要因となったという。また、こうした極端な主張を掲げる政党は大きな勢力にはなりにくいものの、政局次第では数議席でもキャスティング・ボートを握る可能性があり、米国のように既成政党を乗っ取る現象が起きる可能性も指摘した。
2025年春、「日本人ファースト」の主張がSNSやYouTubeで拡散し、外国人への社会保障や治安悪化への不安と結びついて支持を広げた。6月の東京都議選では3議席を獲得し、地方選でもトップ当選が相次いだ。神谷宗幣代表は都議選で「外国人は法の抜け穴を探すのが得意」と発言し、社会保障や教育支援への支出を批判した。一方で排外主義的との批判も強く、街頭では抗議のプラカードが掲げられる場面もあった。政策では「化学物質に依存しない食と医療」「ワクチン推進の見直し」なども掲げ、既存メディアで扱われない言説に共感する層からも支持を集めた。専門家は、都議選で「外国人・インバウンド対応」が争点となり、身近な不安や不満の受け皿として支持を広げたと分析し、今後も一定の勢力となる可能性があると指摘した。

### 選挙戦術
選挙戦術として「当選しやすい選挙区」に候補者を重点的に擁立する方針を取っている。2023年の統一地方選挙では、前回選挙で最下位当選者の得票数に対して2022年参院選の参政党の得票数（比例）が上回る選挙区に候補者を立てた。2024年の衆院選においても、小選挙区候補を、前回の参院選で得票率が高かった地域や、他の候補者が少ない選挙区に配置する戦略をとった。また、立候補希望者に対しては、資金調達や選挙ノウハウの提供、起業支援、スタッフ採用などの支援制度を設けており、フランチャイズオーナー募集のようなシステムを採用している。ライターの雨宮純は、参政党が政治経験のない人でも段階的に立候補を目指せる仕組みを整えている点を特徴として挙げ、企業社会に不満を抱く層に「自由な働き方」や「議員になれる」といった新たな人生の可能性を示していると指摘している。選挙コンサルタントの大濱崎卓真は、候補者公募のハードルを下げることで、個人のブランド力を党勢に還元しやすい仕組みになっていると分析している。
街頭演説や講演会、党の見解を記した著書などでは強いメッセージを発信し、「ユダヤ勢力にマスコミも銀行も支配されている」といった陰謀論、疑似科学や反ワクチン、ナチスの擁護などの主張を含む主張も行いながら、支持者や資金を集める戦略を展開している。一方で、公式ウェブサイトや選挙公報では、こうした過激な主張を控え、一般有権者にも受け入れられやすい政策を掲げることで、幅広い層へのアプローチを試みている。このような主張の使い分けは、複数のメディアで、「ステルス戦術」と分析されている。
参政党は、インターネットを活用した情報発信に加えて、街頭演説やあいさつ回り、チラシのポスティング、ポスター貼りなどの地上戦にも力を入れている。神谷代表は「地方議員の選挙は、ネット選挙では勝てない。人と会って地道な地域での活動が必要だ」と述べており、熊本では候補者と党員がこの方針に沿って、ドブ板選挙に取り組んでいる。熊本は一部で「参政党の聖地」とも称され、2022年の参院選では全国で最も得票率が高く、県議会議員も輩出している。
選挙コンサルタントの大濱崎卓真は、参政党の選挙手法について、ボランティア主導の地上戦（ポスター貼りや個別訪問など）と、党本部が一元管理するネット拡散による空中戦を組み合わせた「分散型戦略」が特徴であると分析している。また、オンラインサロン的なコミュニティの形成により、中規模選挙区で当落線に滑り込む手法に近く、これまでの活動で地方議員を着実に増やし、空中戦と地上戦の双方を展開できる組織力が備わりつつあると指摘している。大阪経済大学の秦正樹准教授は、SNSよりもドブ板で支持を広げている点を指摘し、選挙区で多数の候補を擁立して比例票を集める「右の共産党」としての展開を予測している。政治アナリストの伊藤惇夫は、地方議員選では立候補者の減少により当選のハードルが下がる中、幸福実現党と同様の手法で議員を増やす参政党が、地方での地盤づくりに注力し成果をあげている点に注目すべきだとしている。

### SNS
参政党はSNSやYouTubeを通じて党の主張を拡散し、動画をきっかけに入党した人も多い。2024年11月の記者会見で、神谷宗幣代表は「参政党はSNSを使って国政政党になった」と述べ、SNS規制反対を表明した。2025年の東京都議選ではSNS戦略に力を入れ、投開票翌日の記者会見で神谷は「インターネット上での党の認知を高めることができた。SNSの検索では圧倒的に他の党よりも検索数が多いというデータもある」と述べ、「ネットの支持が結果に直結した」と語った。
街頭演説では「政治家は利権により動かない」「マスコミは真実を報道しない」といった端的で分かりやすい言葉が繰り返され、支持者が盛り上がれるポイントがタイミングよく詰め込まれている。そのため、切り抜き動画と相性が良く、YouTubeやTikTokで拡散されたことで若年層にも支持が広がった。2022年時点で、関西学院大学の稲増一憲教授は、政治家が有権者を引きつけるために単純な短い言葉を使う「ワンフレーズ・ポリティクス」について、「平成のテレビの時代からあったが、ネット上ではそれが加速している」とした上で、「参政党が掲げた『反ワクチン』や『脱マスク』は端的で分かりやすく、SNSと親和性が高かった。拡散さえできれば、政権は取れなくても参院選で1議席は取れる、ということが今回証明されたのではないか」と指摘していた。
街頭演説の動画は、自発的に撮影・投稿するYouTuberによって拡散された。YouTuberの報告によると、参政党の動画から得られる広告収入は2022年時点で月額100 - 200万円に達し、この高い収益性により多くの配信者を参政党動画の制作や拡散に参加するようになった。動画配信サイトは、動画再生回数に応じた広告収入などを得ることができるが、政治家や政党が動画配信で得る収入は政治活動の一環とみなされるため、非課税扱いとなる。2021年度に、松田学代表は「松田政策研究所」の動画配信で約1,800万円を得ていた。
SNSアナリストの中村佳美によれば、2022年の参院選当時、参政党の政党公式アカウントの影響力は全体で5位とされ、特にYouTubeでは登録者数が多かったものの、公式チャンネルの動画再生回数はそれほど多くなかったという。しかし、2022年4月以降、街頭演説の切り抜き動画を投稿するアカウントが増加し、YouTubeやTikTokなどでショート動画が拡散されるようになった。こうした状況について、神谷代表はネット番組「ABEMA Prime」の参院選開票特番で「テレビでは言わないような『タブー』を街頭演説でたくさん言ってきた。特にコロナのことなんかはYouTubeでもBANされてしまうので、なかなか発言ができなかった」「選挙戦終盤になると都市部では軽く1,000人を超えるような人たちが街頭演説に来てくださるようになった。さらにその様子を見たYouTuberの方々が撮影し、編集して流してくださるといった現象が起きた」と述べていた。中村は、こうした｢YouTubeを中心としたSNS選挙｣を巧みに活用し、国政で議席を獲得したのがNHK党と参政党だったと分析した。
2022年7月時点での公式YouTubeチャンネルの登録者数は19万人で、NHK党党首の立花孝志（約49万人）、れいわ新選組（約24万人）には及ばないものの、自民（約13万人）、立民（約2万人）を上回っていた。2025年8月時点では50万人を超え、国政政党の中で最も多い登録者数となっている。
| 党派 | 党派         | 登録人数 | 登録人数 | 登録人数  |
| 党派 | 党派         | Twitter  | YouTube  | Instagram |
| ---- | ------------ | -------- | -------- | --------- |
|      | 自由民主党   | 271,000  | 141,000  | 53,000    |
|      | 立憲民主党   | 196,000  | 71,000   | 9,897     |
|      | 公明党       | 126,000  | 233,000  | 63,000    |
|      | 日本維新の会 | 88,000   | 116,000  | 7,461     |
|      | 国民民主党   | 150,000  | 284,000  | 27,000    |
|      | 日本共産党   | 153,000  | 168,000  | 15,000    |
|      | れいわ新選組 | 182,000  | 398,000  | 46,000    |
|      | NHK党        | 42,000   | 16,000   | 8,981     |
|      | 参政党       | 228,000  | 500,000  | 147,000   |
|      | 社会民主党   | 50,000   | 9,440    | 7,107     |
|      | チームみらい | 80,000   | 17,900   | 35,000    |

## 広報・宣伝

### 用語・ブランディング
党の理念や政策には、生長の家の創始者・谷口雅春が提唱した「大調和」という言葉が使われている。参政党の「大調和」は、日本が主導して世界の国々が共存共栄する新しい世界秩序を築くことを意味している。これは、「八紘為宇」という言葉と同様の概念を表している。
イメージカラーは橙色であり、集会や街頭演説ではオレンジ色のTシャツを着た党員が集まる。また、熱心な党員はXのアカウント名にオレンジ色の丸の絵文字を加えており、党員同士が飲み屋などで会話する際は、周囲に参政党支持者だと気づかれないよう「ダイダイ」と呼ぶこともあるという。街頭演説などでは、「大和魂」という言葉が頻出する。街頭演説では、「イチ！ニ！参政党！」と声をあげ、指を「1、2、3」と突き上げる。
2025年から採用された公式ポスターには、「聖徳太子」「天武天皇」「北条時宗」「徳川家康」「西郷隆盛」に続けて、「特攻隊員」が描かれ、日の丸を背に「これ以上、日本を壊すな！」というキャッチフレーズと、「次は私たちの番だ」という宣伝文句が記されている。
| 年   | キャッチコピー                                       |
| ---- | ---------------------------------------------------- |
| 2022 | 投票したい政党がないから、自分たちでゼロからつくる。 |
| 2023 | 共に旅に出よう 未来の日本を変える日々へ              |
| 2024 | 日本をなめるな                                       |
| 2025 | 日本人ファースト 参政党 これ以上、日本を壊すな！     |

### メディア
公式テーマソングはザ・マスミサイルの「おはよう」である。この楽曲は、神谷宗幣が友人である高木芳基に依頼して制作された。また、集会などでは「参政党マーチ」も歌われることがある。
2022年9月から、参政党の公式ドキュメンタリー映画『おはよう - 参政党の歩み -』（上映時間2時間55分）が各地で上映されている。
スピリチュアル講師を務める木村拓哉の母親が、参政党の応援動画に出演している。また、参政党共同代表（当時）の赤尾由美と、パワーストーンショップの動画で何度も共演している。
長渕剛が参政党の広告塔になっているという指摘がある。元格闘家・参議院議員の須藤元気は参政党の支持を、SNS等で公言している。須藤は、政治資金パーティーにもゲストとして出演した。
2025年の東京都議選で当選した望月まさのり議員が、タレントの所ジョージとのツーショット写真をSNSに投稿後に削除した件について、「政治利用ではないか」との指摘が一部で報じられた。
同年7月12日、TBSが「報道特集 争点に急浮上“外国人政策”に不安の声」を放送し、大阪公立大准教授の明戸隆浩が「ヘイトスピーチで重要なのは、『差別の扇動』。差別用語を一切使わずに差別を煽るということ。『出てけ』と言ってませんよと言い訳ができてしまう。『日本人ファースト』が支持層に対して、排外主義を煽る。当然、言っている側も分かっていない訳がない。」と指摘した。参政党は14日、ホームページ上で「番組の構成・表現・登場人物の選定等が放送倫理に反する」と主張し、放送倫理・番組向上機構（BPO）に意見提出した。専修大学教授の山田健太は「報道に対する政党からの圧力であって、許されない」「番組は批判されるような内容ではまったくない。公平かどうかの判断を政党や政治家が行うべきではない」と批判した。
同年7月22日、参院議員会館で開かれた参政党の定例記者会見で神奈川新聞記者と東京新聞記者が会見前に退席させられた。これに対し、神奈川新聞社が抗議文を提出したほか、日本新聞労働組合連合も抗議の特別決議を出した。8月6日、参政党は報道各社に対し、定例記者会見に出席するにあたり事前登録をするよう通知し、「党の記者会見やイベントで妨害や迷惑行為にあたる行為をした方は取材を断る場合がある」との条件を承諾することを登録の条件とした。読売新聞は「『妨害』や『迷惑行為』という曖昧な文言が拡大解釈されれば、党に批判的な報道機関の排除につながり、ひいては国民の知る権利が脅かされかねない」「記者会見は政党が伝えたいことだけを述べる『広報の場』ではない。ネット上で視聴できたとしても、記者が現場で自由に質問できなければ、一方的に政党の主張が流されるだけになってしまい、問題だ」との識者による批判を掲載した。

## 裁判

### 元党員からの裁判
2023年1月30日、参政党とボードメンバー（役員）5人は、参政党の元党員ら18人から詐欺にもとづく損害賠償請求で訴えられた。訴状によると、参政党はDIY政党として、一般の党員にも政策や党運営に関する決定権があると誤認させて党費や寄付金を集めているが、実際には一切の政策や公認決定権が与えられていないという。原告側は、「党員はお金を出しているだけで、実態はボードメンバーの独裁状態になっている」と話し、「党費だけでなく『DIYスクール』など高額な勉強会などについても、返還の対象になると考えている」と述べた。
2025年4月30日、東京地方裁判所は原告の請求を棄却した。原告側は判決後に記者会見を開き、「国政政党が何をやっても許されるという前例になりかねない」として控訴する意向を示した。一方、参政党は公式X（旧Twitter）で「党の説明や対応が正当なものであったことが司法の場で認められた」とコメントした。

## 他党・団体との関係
2022年の参院選では、参政党について宗教やカルト的な性格が指摘され、統一教会や幸福の科学との関係が疑われたが、現時点で特定の宗教団体との強い結びつきを示す確かな証拠はないとされている。近年では幸福実現党の元幹部である及川幸久が、参政党のイベントや街頭演説、公式動画などに出演し、候補者とともに活動している。また、神谷宗幣代表は「ヤマト・ユダヤ友好協会」の理事を2022年7月まで務めていた。2023年5月、神谷代表は「新しい歴史教科書をつくる会」の集会に参政党の国会議員として登壇し、国政報告を行った。また、神谷代表は親学を推進し、親学推進運動の中心人物である高橋史朗から教育について指導を受けてきた。
創設メンバーで元党員のKAZUYAは、宗教団体がバックにいるのではなく、党そのものが神谷宗幣を「教祖」とする宗教のようになっていると語っている。

### 米国保守系人物との連携
2024年9月に提出されたFARA（外国代理人登録）の申請によると、元ドナルド・トランプ陣営の選挙スタッフで白人至上主義者とのつながりを持つマット・ブレイナードが参政党の有給ロビイストとして活動している。申請によると、ブレイナードの活動目的は、参政党が日本の選挙で勝利するよう支援することであり、この関係は日米における極右勢力間の国際的ネットワーク形成の事例として「The Guardian」により報じられた。FARA声明の中でブレイナードは、神谷宗幣代表がスティーブ・バノンやタッカー・カールソンのポッドキャスト出演に関心を示していたことから、両番組のプロデューサーに連絡を取ったと述べている。また、アメリカ・ファースト政策研究所、アメリカ税制改革協会、ヘリテージ財団などの保守系団体にも接触し、神谷との面会や意見交換の可能性を打診したという。この連絡リストの中には、キース・ケロッグ米特使のスタッフであるザック・バウダーも含まれていた。

### 旧NHK党との争い
2023年1月31日、神谷副代表が、演説会で「NHK党の幹部に極左暴力集団や反社とつながりがある人たちがいる」と発言し、2月2日、参政党と神谷副代表がNHK党（現政治家女子48党）の信用を毀損したとして、NHK党から1億円の損害賠償請求を受けた。2022年6月、参政党とNHK党との対立は、神谷副代表が元NHK党幹事長でつばさの党代表の黒川敦彦との公開討論を拒否したことから始まった。2022年12月24日、黒川は参政党の街頭演説に突撃し、公開討論を迫った。黒川は、神谷副代表の女性問題や、党幹部の「メロンパンを食べると死ぬ」という発言を理由に参政党を批判している。2月8日、横浜の桜木町で行われた街頭演説会で、黒川は神谷副代表に不倫のことなどを質問し続けた。赤尾由美共同代表は「おだまり！売国奴は日本から出ていってほしい」と制し、神谷副代表は、安倍晋三元首相の言葉「こんな人たちに負けるわけにはいかない」を使い、「我々はあなた方と対等に話すレベルじゃない。国民の支持を得て、出直してください」と発言した。この街宣では、神奈川県警が機動隊員を数名派遣して警備に当たった。
2023年3月、参政党は政治家女子48党（旧NHK党）を組織的な演説妨害で告訴し、前党首の立花孝志は虚偽告訴だと主張した。2023年9月、参政党による刑事告訴が不起訴となった。
2024年5月22日、神谷代表は定例会見で、つばさの党の黒川代表らが2024年4月の衆院東京15区補選における公職選挙法違反（選挙の自由妨害）の疑いで逮捕されたことについて、参政党がより酷い妨害を長期間受けていたことについて話した。神谷代表は、参政党は2022年12月14日の新橋駅前での街頭演説以降、約2年間にわたって多数の妨害行為を受けており、「もういっぱいありすぎて、記憶にないくらい被害届を出している」と述べた。特に2024年3月15日の同駅前での街頭演説では非常に悪質な妨害を受けたと述べ、この件について改めて被害届を出す意向を示した。参政党は過去の経験から妨害への対応をマニュアル化していたため、衆院東京15区補選では他の政党が被害届を出す中で、被害届を出さなかった。

### 旧統一教会への見解や接点について
ジャーナリストの藤倉善郎は、参政党の一部議員や支持者には旧統一教会（現世界平和統一家庭連合）との個人的な接点があるものの、自民党以上に近いとは言えず、保守運動で見られる程度の関わりであると捉えている。ジャーナリストの鈴木エイトは、テレビ番組で「統一教会は議員との個人的な関係なども構築していくので、関係があるかは微妙なところなんですけれども、参政党も統一教会、結構支援に入っているというケースも報告されているので、そういうところは慎重に見ていくべきだと思う」と発言した。この発言に対し、参政党は公式サイトに「事実無根」とする抗議声明を出し、番組に対して発言の撤回と謝罪を求める抗議文を送った。神谷代表は、「弁護士に連絡している」と述べ、法的対応を検討していることを明らかにした。鈴木氏は後日、「私の発言は、教団関係者個人の支援について述べたもので、組織的な関係を述べたものではない。関係者が支援するのは自由だが、その関係性が深くなりすぎないように注意が必要だと伝えたかった。誤解を招く表現となり、ご迷惑をおかけしました」と謝罪した。
渡瀬裕哉・元政策担当は、参政党の結党メンバーで「参政党DIYスクール」や「参政党選挙スクール」の講師であり、旧統一教会の文鮮明が設立したワシントン・タイムズ・ジャパンのエグゼクティブ・ディレクターでもある。2020年には、文鮮明聖誕100周年を祝う統一教会のイベント「ワールドサミット2020」の分科会に登壇し、「ここにいる多くの皆様の協力でスタートした」と感謝を述べた。さらに、2021年には、都内で開かれた改憲イベント「救国救世勝共大会2021」に出席し、来賓として紹介された。
松田学・元代表は、2015年10月13日、次世代の党の前衆院議員時代に、統一教会が幕張メッセで開いた名称変更式典に教祖一族や教団幹部らと来賓出席し、「元参議院議員松田学様」と司会から紹介されれ、その場で起立した。
小名木善行・元アドバイザーは、統一教会系関連企業である「世界日報社」のWebサイトに、コラムを執筆している。
我那覇真子・元アドバイザーは、世界日報社『ビューポイント』に記事を寄稿している。
新開裕司・福岡市議会議員は、2019年の旧統一教会の記念行事で祝辞を述べ、日韓海底トンネル推進を語った映像が、2022年7月の参院選前にネット上で話題となった。神谷副代表はこれを自民党時代の発言とし、「彼は統一教会の信者ではなく、日韓海底トンネル推進の活動を一切していない」と説明した。
神谷宗幣代表は、2013年、自民党の支部長時代に旧統一教会の会合に出席した。また、世界日報社『ビューポイント』のライター一覧に名前があり、コラムが3本掲載された。このコラムについて、神谷は、個人ブログが転載自由であったため、たまたま統一教会系のメディアに掲載され、ライター一覧に名前が載っただけだとBS日テレの番組内で説明した。さらに、神谷は市議会議員時代に統一教会信者の支援者がいたことも番組内で認めているが、これは個別の支援者に過ぎず、組織的な応援を受けたわけではないと述べた。2022年7月15日、ABEMAニュースに出演し、「統一教会と国会議員に繋がりがあっても問題ないと考える」と答えた。同月19日、NHK党（現政治家女子48党）の立花孝志との対談で、旧統一教会との関係を問われ、「統一教会と組んで何かやったり、お金もらっている事実はない」「参政党の党員に旧統一教会の信者がいるかもしれないが確認していない」「吹田市議時代に応援してくれた人の中に何人かいた」と答えた。

## 事件・騒動
2022年7月、河西泉緒は参院選に出馬し、選挙期間中の街頭演説で、「夜回り先生」と名乗る人物から強制わいせつ被害を受けたという旨の発言を行い、水谷修から名誉毀損で提訴された。河西は神谷宗幣と共に記者会見を開き、「『夜回り先生』は水谷氏を指したものではなく、別人のこと」と述べ、神谷は誤解を招いたことについて党として謝罪の意を表した。
2023年4月、ボードメンバーだった田中義人（元倶知安町議・ニセコリゾートサービス代表）は、第20回統一地方選挙に出馬し、選挙演説中に起きた「岸田文雄襲撃事件について、「支持率あげの仕込み」という陰謀論をツイートした。そしてその後、批判が殺到したため、投稿を削除して謝罪した。神谷副代表も定例会見で謝罪し、田中がボードメンバーを辞任する意向を示していると伝えたが、田中の地方選挙での落選が辞任の要因だとした。田中は、参政党から2024年の衆院選に出馬し、落選した。
北海道議選に出馬して落選した元北海道大学の教授の境信哉は、「アイヌは先住民族ではない」などの発言や、排外主義的な発言が問題になった。
2024年10月、参政党公認の所沢市議の斉藤かおりが、診療時間中に医療機関に対しワクチン接種に関する抗議の電話をかけた。これに対し、医療機関側が「診療妨害」と訴えたほか、事前の連絡なしに訪問も受けたことを明らかにした。この騒動を受けて、斉藤市議は後に自身のSNSで「診療の妨げになり、多くの患者さまにも影響を及ぼした」と謝罪した。
松田学代表（当時）は、安倍晋三銃撃事件について、「日本の国守り派を一掃すべく計画された」と陰謀の存在を示唆した。

### ジャンボタニシをめぐる騒動

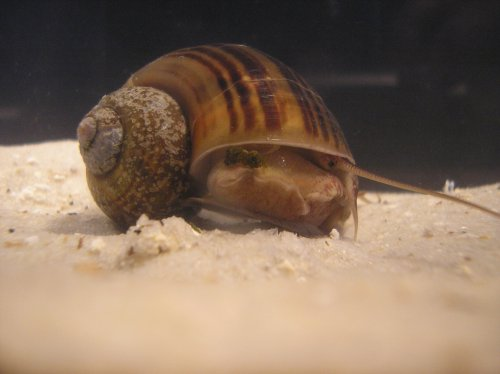
ジャンボタニシ（スクミリンゴガイ）の成貝。同一水系を移動するため、地域全体で防除を行う。

2024年2月末、農業を営む参政党員の福岡、奈良などの一部党員が、ジャンボタニシを用いた様子や自然農法として推奨するような投稿をSNSで行っていたことが分かり、物議を醸した。ジャンボタニシは、重点対策外来種であり、水稲などを食害する。放し飼いすると、周辺農地への拡散により悪影響を及ぼすため、農林水産省は放し飼いせず、駆除するように呼びかけていた。

#### 経緯
きっかけは、後に参政党の党員だと分かった人物が、ジャンボタニシを水田に撒く写真を「生きている除草剤を撒く」というコメントと、「＃脱サラ農業」「＃ジャンボタニシ除草」などのハッシュタグを付けて、Ⅹに投稿したことだった。その後、党員内で自然農法としてジャンボタニシ農法が推進されていたことが分かり、炎上状態となった。具体的には、2023年7月に参政党奈良県支部がSNSに田植え実習の動画を投稿し、ジャンボタニシを利用した除草を紹介した。2024年2月には参政党福岡県支部の党員が、ジャンボタニシ農法を「地元の有機農法」「JA福岡市が指導した」とXに紹介し、全国で行うことを提案した。この党員は、自身のサイトでもジャンボタニシ農法を採用した無農薬米を販売している。3月6日、農林水産省がXで田んぼでの「ジャンボタニシ」の放し飼いは止めるよう注意喚起し、農林水産大臣も12日に「除草目的でも周囲に悪影響を及ぼすので、放さないように」と呼び掛けた。3月7日にJA福岡市は、「当組合が『ジャンボタニシ農法を推奨している』という投稿は事実ではない」と声明を出した。参政党は、3月9日に公式HPで、ジャンボタニシ農法に関する見解を発表した。発表の内容は、「党としてジャンボタニシ農法を推奨しているわけではない」「ジャンボタニシは撲滅が必要」「意図的に繁殖させるような行為は一切行われていない」と説明し、「誤解を招く可能性のある発信を行った支部や党員には、発信内容を訂正し、今後はそのような発信を控えるよう指導した」と述べている。さらに、この騒動を受けて、参政党は議員や候補者に新たなSNS投稿のガイドラインを設け、全国275支部のSNS発信を中止し、今後は県連ごとに情報を発信する方針に転換した。

### 「ひめゆりの塔」展示を巡る発言と批判
2025年5月、自民党の西田昌司議員が「ひめゆりの塔」の展示説明を「歴史の書き換え」と発言したことについて、神谷宗幣代表は「本質的に間違いでない」と擁護し、「日本軍は県民を殺していない」「沖縄を守るために戦った」と述べ、「これが党の歴史認識」であると発言した。また、琉球新報の取材に対し、日本軍の加害の事実は認めつつも「加害だけを強調するのは問題」との認識を示した。『八重山日報』のインタビューでは、「日本軍が悪いという言い方だけだと米軍が正義となり、基地返還交渉が不利になる」と述べ、さらに「歴史の影の部分を教えるなら、命をかけて沖縄を守った方々のことも同列で報道しないと、本土と沖縄の心理的な分断につながってしまう」と語った。
これらの発言に対し、沖縄タイムスや琉球新報など地元メディアは、「加害の矮小化」や「歴史の歪曲」などと強く批判し、沖縄の識者や住民からも「沖縄戦の実相を無視し、戦後教育や平和教育を否定するもの」との反発が相次いだ。沖縄国際大学名誉教授の石原昌家は、「守ろうとしたのは天皇制存続で住民ではなかった」「歴史認識の違いではなく、歴史の捏造だ」と述べ、沖縄国際大学非常勤講師の川満彰も「玉砕方針により県民を巻き込んだ。感覚で語るべきでない」と批判した。さらに、神谷が沖縄周辺での特攻作戦を引き合いに出したことについて、沖縄タイムスの記者は「別個の犠牲」だと述べ、「史実を『日本人の誇り』のために利用すべきではない」と批判。琉球新報は「戦後教育の否定」「新たな戦前への誘導」といった懸念も示した。
参政党沖縄県連は「代表の発言は言葉足らず」と釈明しつつ、「自虐史観を指摘したもの」と擁護する見解を表明。沖縄県平和祈念資料館の展示内容についても「自虐史観」と批判し、「知事が変わるたびに右に行ったり左に行ったりする」と発言したが、実際には展示内容に変更はなく事実と異なると報じられた。また、琉球新報の政党アンケートに対し参政党は、「日本軍を一方的に加害者とする歴史認識には違和感がある」と回答し、「多面的な伝え方が必要」との見解を示した。2025年の参院選で沖縄選挙区から出馬予定の候補者も神谷を支持し、「特攻隊に感謝すべき」と述べた。参政党北海道支部連合会はX（旧Twitter）で「ニュースサイトでは閲覧数が命！」「また参政党を取り上げてもらいましょう！！」などと投稿し、批判報道をむしろ注目の機会と捉える姿勢を示した。6月22日、沖縄で開催された政治資金パーティーにおいて、参政党沖縄県連の井下賢也選挙対策部長が「沖縄県平和祈念資料館はプロパガンダ」と発言した。また、参政党の新里和也沖縄市議は「われわれは神谷宗幣代表が訴えていたことをそのまま訴える。どこかの県連みたいに撤回する、謝罪する必要なんてない」と述べた。沖縄選挙区からの参院選候補予定者は、新里市議の発言について「自虐史観が良くないということは同じ」と説明した。同月25日、神谷代表は記者会見で、「プロパガンダ」発言をした井下について「単なる一党員」であり「勝手に肩書きを名乗って党を代表する発言をしている」と述べ、こうした発言を報じるメディアに対し「ちゃんと確認をしてくださいと言いたい」と批判した。井下は、5月15日に政策参与として参政党沖縄県連の記者会見に同席しており、その際の発言は沖縄タイムスや産経新聞などで報じられていた。

## 評価・批評

### 運動手法・組織運営
陰謀論や悪徳商法などを調査するライターの雨宮純は、参政党が支持拡大に用いる手法である「コミュニティ・オーガナイジング（CO）」の背景には、「ユダヤ系を中心とした国際金融資本やグローバリストが日本を脅かし、マスコミや製薬会社が支配されている」「真実に目覚めた『私たち』が団結し、既存体制を倒す」といった陰謀論に基づく「ストーリー（物語）」が共有されていると指摘している。雨宮は、参政党がこうした陰謀論から生まれる「緊急性・怒り・希望」や、代替医療や自然派志向のコミュニティで生まれる「一体感」、イベント参加を通じて得られる「自己効力感」といった感情を通じて、支持者の行動を促進していると分析している。また、こうしたアプローチが証拠や事実の検証よりも根源的な欲求に訴えかけるため、公平性や検証可能性を重視する立場からは実現困難なエンパワーメントを可能にしていると述べている。2024年に雨宮が刊行したカルト団体や悪徳商法、陰謀論などのマーケティング手法を分析した書籍では、参政党を主な事例として取り上げ、その組織づくりや支持拡大の手法をカルト・ビジネスの観点から詳細に解説している。この中で雨宮は、参政党の選挙運動や集会で見られる熱狂、「共通敵」の設定、資金調達、支持者の囲い込みなどの手法が、カルト的な集団やマルチ商法と共通する構造を持つと指摘している。2025年の著書では、陰謀論に共通する構図として、「少数のエリートに従う大衆に対し、目覚めた一部の仲間が立ち上がる」という構図があると述べている。支持者は社会への違和感や自分たちが少数派であるという現実に対する解決を求めており、陰謀論の刺激的な言説で囲い込むことでビジネスが成立し、少数派が勝利して世界を変えるというナラティブへの参加が彼らに充実感をもたらしていると指摘している。
参政党の動向を結党当初から観察・記録してきたライターの黒猫ドラネコは、参政党の政治資金パーティーでは地方選の候補者が演説の巧拙を競う場面が名物となっており、熱意を込めて語る姿に共感した参加者が、応援したり自らもステージに立ちたいと感じるなど、マルチ商法的な手法で感情を揺さぶられ、信者のようにのめり込んでいくと指摘している。
参政党は結党当初からネットワークビジネス関係者の党員が多く、2025年現在もネットワークビジネス系商材やマルチ商法関係者と親しく写る写真をSNSに投稿する地方党員が多数見られる。週刊文春は、2022年頃まで存在した参政党の党員ランク制度がアムウェイのシステムと酷似していると指摘している。また、副代表の川裕一郎が党公式サイトの経歴欄に「ジョージタウン大学日米リーダーシッププログラム（GULP）修了」と記載していたが、このプログラムがアムウェイとの協働によるものであることから、両者の関係性を指摘する声もインターネット上で上がった。
悪質商法に詳しいジャーナリストの多田文明は、「党員資格という権利を購入させ、その勧誘数に応じて特典や党内での地位向上の機会が得られる仕組みは、マルチ商法的な勧誘手法に酷似している。政党が応用すれば、効率的な組織拡大手段になり得る」と述べている。また、党の政治塾「参政党DIYスクール」の紹介文にある「今、日本は『運命の分かれ道』に直面しています。世界のリーダーとして返り咲くか、変化の波に飲まれ沈むか。進む道は2つに1つです」といった表現についても、「危機感をあおって二者択一を迫るのは典型的なマルチ商法の勧誘手法であり、旧統一教会のようなカルト宗教でも用いられる」と解説している。
神谷宗幣の配信チャンネル「CGS」の立ち上げを支援した政治評論家の倉山満は、「ネットワークビジネスに対する神谷の態度が甘すぎるため、参政党への参加を拒否した」「世の中には怪しげなビジネスで保守に目覚めた人々を釣ろうとする輩が後を絶たないが、そのような団体を許容する人間と仕事をする気はない」と述べている。また、倉山は、神谷副代表から「陰謀論、スピリチュアル、ネットワークビジネス、そういうものを許容しないと広がりが無い」と言われたことを明かし、「民主主義は数が力だが、頭がいいものは少数派であり、心の弱い多数の人は、正解や解決を求めている。そこに正解や解決を与えるのは、まさに陰謀論やスピリチュアルの手法」「そちらの方向に振り切ってから、参政党の勢いは加速度がついて広がった」と述べている。一方、神谷は2022年3月、自身のブログで倉山の主張に対し反論を行っている。倉山が「情報商材を売るD出版の事業がネットワークビジネスである」と述べ、その事業に関与している識者とは関係を断つべきと忠告してきたことに対し、神谷は「私はそうは思わないし、たくさんの知り合いが出られているのでそんなことはできない」と答えた経緯があると説明している。そして、自身がネットワークビジネスを行っているという事実は一切ないと否定している。2022年7月19日、神谷副代表はNHK党（現政治家女子48党）の立花孝志との対談で、「陰謀論、スピリチュアル、ネットワークビジネスを許容しないと広がりがない」発言の真意を聞かれ、「陰謀論やスピリチュアル、情報配信ビジネスがダメだとかじゃなく、レンジを広げていきながら精査していけばいいという考え方を持っている」と答えている。

### 政策・主張
右派・保守色の強い政党であり、ポピュリズム的ともされる。保護主義的な反グローバリズムを標榜し、反移民を掲げる。また、自ら主張するようにナショナリズム色が強い事も特徴のひとつとされる。
「陰謀論や『反ワクチン』、『ノーマスク』を掲げる政党」として批判されることも多く、反ユダヤ主義的であるともされる。また、有機農業の推進やスピリチュアルな要素を取り入れた右派政党としての特徴から、「オーガニック右翼」と呼ばれることがある。
参政党は自らを反グローバリズムと表現し、グローバリズム運動の背後にいると考えるユダヤ人への反感を強調している。その信念は、「反マイノリティ」「グローバリストが小麦を日本の食卓に押し込んで、日本人を弱体化させようとしている」「日本政府がグローバリスト（ユダヤ人）の金融機関に取り込まれている」「ワクチンは利益を求める勢力のために開発された」、という主張まで幅が広い。参政党は、自分たちを「真実を語っているがゆえに弾圧されている」被害者であると訴えている。
党の主張や役員の発言には、ユダヤ系陰謀論やワクチン陰謀論、スピリチュアル要素などが含まれていることが調査研究により指摘されており、参政党は日本最大のコンスピリチュアリティの流れを汲む団体と位置づけられている。また、代表の神谷宗幣を含む所属議員の中には、Qアノンの影響を受けたディープステート陰謀論を肯定・支持していると受け取れる発言を行っている者もいる。国会や地方議員に議席を持つ政党が、外国発の影響力工作と親和性のある主張を展開していることについて、専門家からは懸念の声が上がっている。

#### 農業政策
参政党の「食と健康の政策」には、「GHQが行った小麦政策の目的は食糧難の解決ではなく、『あの勢力』の中心である国際金融資本が利益を得ることと日本人を弱体化すること。なので米を食べよう」「肥料と農薬が戦後になって種とセットでアメリカに買わされた」などの陰謀論が加えられている。
2022年の参院選の前に出版された神谷の著書『参政党Q&Aブック 基礎編』には、「日本を弱体化する小麦食」「ユダヤ系の国際金融資本によるメディアや既成政党、医療の支配」「製薬企業による健常者を罹患者として治療費を払わせる策略」など、陰謀論に関する記述がある。
参政党のような右派政党が、オーガニック農業の推進やワクチン批判などのテーマを取り入れ、「スピリチュアル」要素を政治的に利用していることはメディアで注目された。この現象は、従来の保守的な政策と、オーガニック食品や自然療法などのリベラルな傾向を持つテーマを融合させた「オーガニック右翼」と呼ばれることがある。参政党の支持層には、政治的な知識が乏しい無党派層や、健康志向の強い中産・富裕層が多く含まれており、彼らはオーガニック信仰や自然回帰的な価値観に強く共感している。このような政党の出現は、オーガニック市場に新たな課題をもたらしており、科学的根拠に基づかない情報や感情的な訴えに依存せずに、オーガニックの本質的な価値を再評価する必要性が指摘されている。
2022年6月、農業ジャーナリストの浅川芳裕は、参政党の農業政策を批判する一連のツイートを投稿した。
2022年7月、文筆家の古谷経衡は、参政党が「混じりけのない純粋さ」を理想とし、反ワクチンや有機農業、食品添加物忌避などを主張していることについて、その純粋志向を突き詰めると過去のヨーロッパに存在した政党の純血主義につながる危険性があると指摘した。
2022年8月11日、有機農業や食の安全を目指す農民や有識者らが、参政党の国家主義的で排外主義的な主張に反対する声明を発表した。声明では、「有機農業運動は国際交流を大切にし、海外の実践から学び、経験を共有しながら発展してきた」と強調し、参政党の主張する国家主義や排外主義は、有機農業関係者の思想や実践と相容れないと述べている。また、参政党の主張について、「有機農業はナチスや極右的なものと親和性が高い」との指摘もされているが、参政党の主張がナチス・ドイツと親和性が高いからといって、有機農業自体がナチスと親和性が高いとするのは妥当ではないと述べている。
2023年10月、参政党の街頭演説や『参政党Q&Aブック 基礎編』の記述について、現役の農家から批判が相次いだ。参政党は、「農薬や化学肥料の使用が健康被害やがん、土が死ぬ原因」だと主張し、慣行農家（法律で認められた農薬・肥料を基準の範囲内で使う一般的な方法で栽培を行う農家）について、「農業従事者の多くが、人体に有害な食材を生産している状態」「生産者の大半が、自身が手がける食材の危険性を訴えている」と述べ、その背景に「ビッグファーマの政策が」と陰謀論を展開している（政策#食と健康、環境）。

#### 憲法草案
憲法学者の清水雅彦は、参政党が2025年5月に発表した「新日本憲法（構想案）」について、立憲主義に関する理解を欠いた「非常に未熟」で「素人の案」だと批判した。全体の条文数が33条と極端に少なく、権力分立や人権保障に関する規定が大幅に削減されており、国家権力の恣意的な運用を招くおそれがあると指摘し、「大日本帝国憲法よりも内容が劣る」と評している。また、草案には「八百万の神」や「徳を積む」といった神道的・道徳的価値観が盛り込まれており、信教の自由や表現の自由など基本的人権の観点から問題があると懸念を示している。さらに、同性婚や夫婦別姓を認めず、神話や修身、教育勅語、愛国心の教育を義務付けるなど、復古主義的な内容や公助を後退させる新自由主義的な側面もあると指摘している。清水は、草案には欧州の極右政党に通じる思想傾向が見られ、性的少数者や外国人の排除につながる可能性があると警告し、「公の政党が出すレベルではない」と総括している。
憲法学者の木村草太は、TBSラジオ番組で参政党の憲法草案について「どちらかというと怪文書のようなものであり、憲法として思っている人はあまりいない」「右だの左だの改憲だの護憲だの以前の文章」と述べている。
法学者の駒村圭吾は、「法の下の平等や個別の権利が記載されておらず、人権に大きな問題がある」とし、「従来の改憲論とは完全に一線を画している」と指摘している。また、石川健治は「異質な他者の存在や権力への警戒といった立憲主義の本質が欠如しており、憲法としての体をなしていない」と批判している。政治学者の境家史郎は、改憲案が国家権力の制限という近代憲法の基本すら理解しておらず論評に値しないと批判し、こうした案が憲法改正全体の信頼を損ねることを懸念した。
日本共産党の機関紙『しんぶん赤旗』は、「新日本国憲法（構想案）」について、「大日本帝国憲法（明治憲法）の復活を想起させる異様な復古的内容」と批判している。第1条で天皇を国家の統治権の主体とし国民主権を否定している点や、第3条で天皇を神聖な存在として侵してはならないと明記していることが、明治憲法の文言と類似していると指摘している。また、「自衛のための軍隊」の保持や「日本をまもる義務」を国民に課す規定は、徴兵制度につながる恐れがあるとしている。さらに、教育勅語や神話の教育が義務づけられ、夫婦同姓を明記し、性的少数者や外国人の権利を否定する内容であることから、戦前の国家体制の復活を目指すものだと批判している。

### 思想的傾向
政策の中には、「砂糖や小麦は発がん物質」「がんは戦後に出来た」「コンビニ弁当には使用禁止とされる添加物が混入している」といった健康・食の安全に関する主張や、「外国人労働者の受け入れ反対」「憲法改正と自衛隊の増強」「先の戦争の肯定」「首相の靖国神社参拝を支持」「同性婚は国家を壊す」「中国人や韓国人よりも日本人は遺伝的に優秀だ」「従軍慰安婦は韓国の捏造」「南京大虐殺は中国共産党のプロパガンダ」「沖縄の反基地活動家は反日工作員」「アイヌ民族は存在しない」など、保守・右派的立場に基づく政策や主張も多い。これらの政策については、報道などで陰謀論的・疑似科学的色彩や歴史修正主義的な主張との関連が指摘されている。
参政党の共同代表であった吉野敏明や他の候補者たちは、日本の政府や政治家を「グローバリスト」と呼び、外国資本の影響下にあると主張している。また、主流医療はグローバリストに支配されていると主張し、疑似科学的な代替医療や民間療法を支持している。『参政党Q&Aブック 基礎編』には、「ユダヤ系の組織が欧米社会を支配しており、数百年前から日本を標的にしている」いう記述や、「海外の製薬メーカーが治療で利益を得るために健常者を患者にしている」という主張がある。
2022年の選挙戦では、「食品添加物で白血病などのがんが増える」「コンビニ弁当や電子レンジで温めた食品は『毒』」「COVID-19ワクチンをうつと免疫が下がる」などの説を訴えた。また、反農薬運動や反遺伝子組み（GM）換え闘争を牽引する鈴木宣弘・東京大学教授やジャーナリストの堤未果（夫は立憲民主党の川田龍平）が、参政党の動画やイベントに登場した。鈴木教授は、参政党の政策学校「DIYスクール」でも講師を務めている。
参政党は、ワクチンの問題点を議論する際に、「製薬会社など利益を求める勢力のために開発された」など陰謀論のような主張をし、それを国会の議論に上げている。

#### 移民政策
参政党は、外国人労働者や移民の受け入れに反対する立場を明確にしており、街頭演説などでは排外主義的な発言が繰り返されていると報じられている。党関係者や支持者の間では「中国人や韓国人よりも日本人は遺伝的に優秀だ」「中国人に土地や水源が大規模に買い占められている」といった主張や、中国人留学生に対する敵対的な発言もみられる。
2024年10月の衆議院選挙では、神奈川県内での応援演説や街頭演説において、神谷宗幣代表や複数の参政党候補者が、外国人や移民に対する排外的な発言を繰り返したと報じられた。神奈川新聞は、こうした発言について「外国人は優遇され日本人は割を食っているというデマを流し、敵対心や排斥感情を煽る典型的なヘイトスピーチ」と指摘し、社会の分断と人権侵害を引き起こすものだと批判した。
2025年5月に党が発表した憲法草案では、「国民」の要件として「父または母が日本人であること」「日本語を母国語とすること」「日本を大切にする心を有すること」などが規定されており、帰化者に参政権を認めないなど、在住外国人を排除する内容となっている。
2025年の参院選では、「日本人ファースト」を掲げ、「行き過ぎた外国人受け入れに反対」を主要政策とし、外国人総合政策庁の新設や不動産購入の制限、外国人留学生への奨学制度の適正化、外国人労働者の受け入れ制限や入国管理の強化など、外国人政策の抜本的見直しを訴え、「望ましくない迷惑外国人などを排除する」と主張した。こうした主張について共同通信は、「外国人を排除すれば日本人の生活がよくなる」といった単純な構図には危うさがあると報じた。弁護士の師岡康子は、差別的な主張が公職選挙法によって保護された選挙運動で繰り返されるおそれがあるため、人種差別撤廃条約やヘイトスピーチ解消法に基づき、公的機関が批判すべきだと指摘した。

#### 小麦批判
2022年、参政党の吉野敏明共同代表（当時）は、小麦について「戦前にはなかった」「GHQ（連合国軍最高司令官総司令部）が戦後にパン食普及のために持ち込んだものであり、日本人には有害なためがんが増えている」と主張した。吉野は、「メロンパン1個食べて翌日死んだ人はたくさん見てます」とも発言した。神谷副代表も同調し、「小麦なんか食べるのを止めよう」「香川県のうどんや大阪、広島のお好み焼きの小麦文化は戦後77年でできたもの」「アメリカで作られた食文化を守る必要はない」と述べていた。神谷代表の編著『参政党Q&Aブック 基礎編』では、小麦が戦後にGHQによって日本に持ち込まれた健康に有害な食品で、ユダヤ系を中心とした「国際金融資本」が利益を得るために普及させたと主張した。しかし、小麦は弥生時代に伝来しており、日本各地に小麦を使った食文化が存在している。また、日本人のがん増加の主な原因は寿命の伸びによるものである。この主張はネットで炎上し、他の参政党の農業政策についても、農業関係者などから批判された。
2023年、小麦を否定している吉野共同代表は、「粉もの文化」のある大阪府知事選に出馬したが、落選した。2023年の地方議会選挙では、参政党から小路晃（元格闘家）など2名のラーメン店経営者が、2022年の参院選ではパン屋の経営者が出馬したが、いずれも落選した。

#### 反マスク
『参政党Q&Aブック 基礎編』では、「マスクをするとがんになる」などの主張や、「莫大な利益獲得を目的とする勢力が、マスク着用を呼びかけている」といった陰謀論を展開している。
2020年12月と2021年3月、神谷副代表（当時）が実行委員を務める「WeRise」というノーマスク集会が開かれた。「WeRise」は、「新型コロナはメディアが作り出した怪物」「新型コロナは脅威ではない」「マスクは有害無益」「自粛は不要」などを主張した。イベントには、党幹部の松田学、武田邦彦、吉野敏明、アドバイザーの井上正康が出演した他、南出賢一泉大津市長、ロバート・F・ケネディ・ジュニア、HEAVENESE、内海聡、大橋眞などが出演した。

#### 反ユダヤ主義
参政党は、ユダヤ系を中心とした「国際金融資本」に世界が牛耳られており、COVID-19ワクチンもその策略の一部だと主張している。日本の既成政党がグローバルエリートに支配されていると考え、グローバリストに対抗できる参政党が、唯一日本を救うことができると述べている。
2022年の参議院選挙では、神谷宗幣幹事長が公の場や選挙集会でQアノン的なユダヤ陰謀論を発したことから、イスラエルの外交官に抗議を受けたり、国際的なメディアの注目を集めるなどした。「週刊文春」の取材においては、元幹部の一人が「参政党について公安から話を聞かれた。日本版のQアノン（米国の陰謀論勢力）と捉えているようだ。」と証言している。
神谷代表は参政党の主張をまとめた編著『参政党Q&Aブック 基礎編』で、世界を支配するグローバル勢力として「ユダヤ系の国際金融資本を中心とする複数の組織」を挙げ、「日本は『あの勢力（国際ユダヤ金融資本）』に数百年前から標的にされ続けてきました。私たちが歴史で学んだ出来事の多くの背後には「あの勢力」が存在していたのです」と述べていた。しかし、2022年8月18日のテレビ出演では、これらの見解について問われ、「ユダヤ資本が入ってるのは事実だが、全てユダヤ人がやってるというふうに誤解されるような書き方はちょっとまずかったなというふうに思っていて、今後修正をしていかないといけないなというふうには考えています」と釈明した。2024年3月、参政党は「国際ユダヤ資本などの陰謀論を選挙キャンペーンに用いた」という東京大学などの研究者による研究について、「ロスチャイルド家やウォーバーグ家などの資本家の存在は事実であり、どの点が陰謀論なのか」と回答した。
2024年に出版された神谷の編書『参政党ドリル』は、『参政党Q&Aブック 基礎編』の改訂版であり、「ユダヤ系」の表記は削除されたものの、「国際金融資本」「策略」「GHQ」などの用語は引き続き多用されている。また、同書では「国際金融資本家」について、「国家の枠組みや国境を超えてビジネスを行う人々（商人）」であり、莫大な金融資本を背景に、世界各国の政治、メディア、企業に強い影響力を持つ存在」と説明し、国際会議を主催して「グローバルアジェンダ（事業戦略）」を設定し、選挙支援やロビイングを通じてビジネス環境の構築を図るとし、「グローバルエリート」と呼ばれることもあるとしている。

### 疑似科学・陰謀論との関わり
参政党の特徴のひとつとして、疑似科学やオカルト、スピリチュアル、反ワクチン、陰謀論などの分野に関連する人物が多いことが指摘されており、「ゴレンジャー」と呼ばれていたコアメンバーの中にも、疑似科学やスピリチュアルなどの分野で有名な人物が多いとされる。2020年の結党時に党員だったKAZUYAや渡瀬裕哉などは、「メンバーが現実離れしたディープステート（闇の政府）などの陰謀論を信じている」として離党している。
神谷宗幣は、政治とは「目に見えないもの」を大切にすることだという立場を示しており、「スピリチュアルを怪しく思う人が多いですが、僕は日本人が昔から大切にしてきた先人の想いや歴史といった形のないものを現在の僕達がつないで、より具現化していくことが本当の政治だと思っています」と述べている。神谷は「バクチャー」と呼ばれる微生物活性材を自身の番組で称賛し、その内容がバクチャー普及団体のウェブサイトにも掲載された。バクチャーは、科学的根拠のない水質浄化剤であり、全国で水場に散布する「ばら撒くチャー隊」というボランティア活動が行われている。神谷が代表を務めるイシキカイカク株式会社では、2022年7月まで関連商品の飲料「活性エキス（10cc）」を1万1,880円で販売していた。さらに、参政党は「ヲシテ」文字で書かれた偽書「ホツマツタヱ」の講座を主催しており、神谷も党公式YouTubeチャンネルで同講座を紹介している。2022年の衆院選に秋田県選挙区から出馬して落選した伊藤万美子は、ホツマツタヱ研究を通して神谷と知り合い、参政党の名前を出して地球平面説を支持する人の間で広がる「マッドフラッド（タルタリア陰謀論）」のイベントにも出演している。
武田邦彦は、これまで地球温暖化否定論などの逆張り言説や、科学的根拠のないCOVID-19ワクチンの危険性を主張したことなどで批判されてきた。
歯科医師の吉野敏明は、様々な疑似科学に関係しており、「小麦でがんになる」と主張したり、自身のクリニックで、ロシア発とされる民間療法機器「量子波動器メタトロン」を診断に利用して、臓器や細胞、ミトコンドリア、遺伝子などの波動を計測している。また、COVID-19については、「COVID-19ワクチンで人が死んでいる」「COVID-19は波動で打ち消して無力化できる」と主張し、「新型コロナウイルスを波動で無毒化する液体」を販売している。
赤尾由美は、パワーストーンショップのYouTubeチャンネルに頻繁に出演し、その店が主催した「祈りを捧げた」エネルギー大豆を増やす会に目玉ゲストとして登場している。また、そのパワーストーンショップでは、2022年の参院選に参政党公認で福島県選挙区から出馬した膣美容研究科の窪山紗和子が開発した赤ミミズの乾燥粉末が、「がん細胞を殺す免疫細胞と同じ機能の細胞を有する」などの効果効能を表示して売られている。
同じく参院選で、福井県選挙区から立候補した砂畑まみ恵は、片手で触れるだけで心のブロックを解除するとする「マインドブロックバスター」として活動している。愛知選挙区の候補者は占星術家で、「心理占星術」を用いた教育コンテンツを提供している。沖縄選挙区の候補者は、古事記や大和言葉を子どもたちに教える私塾の代表である。山口選挙区の候補者はタッチセラピー協会の代表で、触れることによる癒しを通じて福祉や子どもの健全育成を目指している。
2023年の統一地方選で和歌山市議選に当選した林元光広の妻で、元参政党和歌山支部長の林元政子は、「大調和波動米（ピロール農法＆波動を調整した土地の自然農法）」を仮想通貨の「米本位制コイン」と共に販売して話題になった。大田区議選に立候補して落選した末吉辰満は、「素粒水」を販売している。宮崎市議会議員選挙に立候補して落選した椎けいすけは、氏名透視を行うスピリチュアルカウンセラーである。知多市議会議員選挙から出馬した小澤頼仁は、愛地球党代表であり、スピードワゴン小沢一敬の弟である。小沢が経営する化粧品会社は、アセンション美容液、アカシッククリーム、波動グッズ、「心の病」を治すために電磁波を軽減させる商品を販売しており、「ホリスティック宇宙科学者」として「神人合一時代（「守護霊」と本人の「本霊」の合体）」に向けて活動している。
参政党の支持者の一部には、オカルト色の強い自然農法である「アートテン農法」の関係者がいる。この農法は、宇宙情報を入れたカードを畑に埋めることで収穫量の増加や品質向上を謳っており、スピリチュアルな要素が強い。ただし、栗田英彦は、『コンスピリチュアリティ入門』の巻末対談で、「参政党自身はスピリチュアルとも言い切れないような有機農業に依拠しているわけで、陰謀論を公言しているわけでもない」と述べている。一方で、対談相手の横山茂雄は、有機農法と右派や陰謀論とのつながりを指摘し、参政党は「典型的なパターン」として古くからの流れを継承していると述べている。同書の他の章では、雨宮純や清義明が参政党の陰謀論やスピリチュアル的側面について言及している。
兵庫県の精神世界関係者が主催する勉強会では、「龍体文字の読解」「縄文文化」「古事記・日本書紀以前の書物」などを扱い、「GHQに骨抜きにされた大和民族の心の復興」や「天皇を中心とした霊的日本の再生」、「参政党の支持」などの活動が行われている。この人物が神戸護国神社で開催した2023年のマルシェでは、参政党のメンバーによるブースが出展され、政策などを紹介する広報ビラも設置されていた。

### 主な批判論者とその見解
陰謀論や悪徳商法、オカルトなどを取材するライターの雨宮純は、「参政党にとっては反ワクチンや保守は目的ではなく手段であり、真の目的はポピュリズム戦略を利用して票を集めること」「参政党はトンデモ系の人が突然立ち上げたような党ではありません。龍馬プロジェクトには各地の首長の他、国会議員の参与もいます。今の参政党の姿は、政治家が本気で議席を取るべく動いてきた結果であり、だからこその怖さがあります」と指摘する。そして、「根拠のない治療法を支持したり、スピリチュアルを支持する政治家が生まれることは、国民の健康を危険に晒すリスクや、霊感商法への対応が甘くなるリスクを孕む」「宗教団体だけでなく、オカルトやスピリチュアル、疑似科学と政治家の関係についても監視や批判が行われるべきではないか」と述べている。
歴史学者の倉山満は、参政党を「振り切ったトンデモ」と断じている。また、ボードメンバーを務めていたKAZUYAと渡瀬裕哉が参政党から離れたことにより、党がさらに陰謀論やスピリチュアル、ネットワークビジネスといった方向に傾斜したと評している。
文筆家の古谷経衡は、「オーガニック信仰にネット保守の要素を合体させた『オーガニック右翼』が、この規模で展開されているのを初めて目撃した国政政党である」「参政党が主張する陰謀論『ワクチンは製薬会社など利益を求める勢力のために開発された』『巨大な権力体や構造体（ユダヤ系を含む国際金融資本）によって真実が遮蔽されている』という世界観を、国会の議論の土俵にのせていいのだろうか」と指摘している。さらに古谷は、同党の支持拡大は既存政党への不満の受け皿というより、SNSやYouTubeを通じて初めて政治に触れた「無関心層」や「無垢」な人々が動員された結果であると分析。こうした層は政治的な知識が乏しく、「八紘一宇」と「戦争なき世界」など相互に矛盾するスローガンを違和感なく受け入れ、差別的・排外的な主張に対しても、その意味や背景を理解しないため抵抗感がないとしている。古谷はこの現象を「知の溶融（政治的・社会的知識の崩壊）」と定義し、教養と社会的地位の乖離や教育問題が背景にあると指摘している。
ライターの安田峰俊は、参政党がこだわる本質はオーガニックや健康の非科学的・陰謀論的な主張にあると指摘する。右派以外の層も取り込むことで支持を広げており、日本式選挙の戦術にも精通している。リベラルやノンポリ層を排外主義へ誘導する力を持ち、今後社会に影響を及ぼす可能性があると述べている。
音楽家のロマン優光は、「科学的な根拠のないスピリチュアルな主張、荒唐無稽な陰謀論（小麦は毒・昆虫食陰謀論等々）が参政党に属している人間（かって属していた人間も含む）によって多数発信されている。そんな政党が国会に議席があり、それを選んだ人がいるということは不安でしかない。政治的思想の右とか左以前の話ところではない、もっと大変な話だ」と書いている。また、2025年には排外主義的な主張を前面に出して新たな支持層を獲得する一方で、陰謀論や疑似科学、スピリチュアルな主張は変わっていないと指摘する。参政党は街宣やSNSで攻撃的な言動を避け、「感じの良さ」を前面に出すことで、素朴な不安を抱える層を取り込み排外主義や陰謀論へと誘導しているという。特にYouTubeやTikTokに広がる虚偽情報が勢力拡大の一因となっており、こうした問題を十分に報じてこなかったメディアの責任は大きいと批判している。
ジャーナリストの藤倉善郎は、「メディアの言う『参政党現象』は、それ以前からあった、陰謀論を含んだ保守運動をうまく票につなげただけ。この流れは参政党がなくなっても、消えることはないだろう」と指摘する。また、「参政党のTシャツの背中にプリントされた『おはよう。』という言葉は単なる挨拶ではなく、一般には知られていない真実を知って覚醒した人への挨拶、もしくは知らない人に呼びかけて目覚めさせようという意味が込められている。ある種の使命感や優越感を得られることも、支持者が増えた理由」「カルト宗教とも似ていて、誰かの居場所になっていることに意義があるという意見もあるが、問題のある集団にハマって周囲を勧誘すれば、一般社会で居場所が減るのは当然」と述べている。
評論家の真鍋厚は、参政党が「不安からの連帯」や「毒物の被害による連帯（正常化と清浄化）」を基盤とし、宗教的・カルト的とも形容される熱狂を生み出していると分析している。神谷代表の街頭演説では、「国際金融資本」「グローバル全体主義」「ビッグファーマ」などの外部の脅威が繰り返し名指しされ、農薬や化学物質、自虐史観とされる教育、外国人労働者の増加、外国資本による企業・土地の買収など、身体的・思考的あらゆる領域において日本に「害」が忍び込んでいるという危機感を喚起しているという。真鍋は、こうした言説が急激な社会変化に不安を抱く「ソフトな保守層」の自己保全意識や、歴史や身体の「清浄さ」を重視する自然崇拝的な志向と親和性を持つと述べている。また、参政党がオンラインサロン的な緩やかな関与から公認候補を目指す積極的な関与まで幅広い参加形態を可能にしている点について、孤立が進む現代社会においてポピュリスト政党が採る戦略的構造とし、れいわ新選組やNHK党の先行事例からも積極的に学んでいると指摘している。
政治学者の中島岳志は、参政党の本質を「ナチュラル（自然志向）」と「ナショナル（愛国的）」の結合にあると特徴づけている。この構造は、安倍昭恵がスピリチュアルに関心を持つ一方で、森友学園・塚本幼稚園における教育勅語教育を支持した姿勢に非常に似ていると指摘している。また、再分配や減税を掲げる一方で、価値観は父権的・排外的傾向が強く、インフレやインバウンドの影響で「日本人が奪われている」という感覚が広がる中、従来の政治では空白だった再分配と排外の組み合わせが浸透していると分析している。
ライターの清義明は、「新型コロナのパンデミックの間に政治勢力化しつつある『スピリチュアル右翼』政党ともいうべき参政党の主張には、記紀神話が古層となったスピリチュアル陰謀論が典型的に見られる」と述べている。
京都府立大学文学部准教授の横道誠は、著書『あなたも狂信する』において、参政党を「自然派カルト」の流れを汲む団体と位置づけ、コロナ禍における神真都Qや参政党について「よくそんな思想が支持されるもんだなと衝撃だった」と述べている。また同書では、今後は宗教ではなく陰謀論や参政党のような存在が支持を集めるのではないかと指摘している。さらに横道は別の著書『信仰から解放されない子どもたち』において、コロナ禍における陰謀論の例として参政党を挙げ、宗教2世の問題は陰謀論者やマルチ商法、ネトウヨの子どもが抱える問題と近いものがあると述べている。
AGRIFACT編集部は、「これまで農と食に関する虚偽言説は左派系野党の独占市場だったが、政治家はクローズドな場でしか語らず、デマの発信と拡散はプロの活動家・末端活動家の仕事だった。そこに新たに登場したのが参政党で、候補者が実名しかもオープンな場でデマを語り、『デマ市場の中抜き』をしたことで国政政党となった」と述べている。
フォトジャーナリストの安田菜津紀は、「自然主義や子育て政策を掲げて人を取り込みつつ、排外主義や差別を内包している」と指摘し、「日本人であるという一点で圧倒的な肯定感を得られるがゆえに、他者を排除する社会は『持続可能』でも『住み心地がいい』ものでもない」と批判している。また、「日本人ファースト」というスローガンは、「命に序列をつけ」、差別の対象が様々なマイノリティに広がる危険性があると警鐘を鳴らし、日本で外国人が日本人以上に優遇されている例はなく、例外は日米地位協定下の在日米軍くらいだと述べている。
弁護士の仲岡しゅんは、参政党の「日本人ファースト」はかつての「在日特権」と同様に誤った被害感情を煽り、差別やヘイトスピーチの根拠となり得ると批判している。選挙コンサルタントの大濱崎卓真は、「日本人ファースト」のスローガンはトランプ大統領の「America First」の和製版とも位置づけられ、欧州で勢力を伸ばす右派ポピュリズムとも共鳴し、世界的な「ネイション回帰」の潮流を日本語字幕を付けて輸入したものだと分析している。メディア・コミュニケーション研究者の津田正太郎は、参政党支持の根底にある不安や不満は、ソーシャルメディアなどで意図的に煽られている面があり、既存の社会制度への不信感を煽り自らへの支持に転換する手法は、他国のポピュリスト政党にも見られる戦術だと分析している。社会学者の伊藤昌亮は、右派のアジェンダが「歴史修正主義」から「福祉排外主義」へと転換し、「歴史戦」から税金や社会保険料を外国人に使うなという「財政戦」へと移り、庶民感情に訴える財政ポピュリズム的傾向を強めていると指摘している。
大阪経済大学の秦正樹准教授は、参政党の支持層を「食の安全など独自政策の支持」「陰謀論的支持」「ナショナリズム的支持」の3つに大別している。また、参政党や日本保守党の手法には、フランスの国民連合（RN）など欧州の極右政党と共通する部分があり、外国人排斥を支持拡大の手段としていると指摘し、こうした手法がメディアで報じられていないことに警鐘を鳴らしている。秦はまた、2010年ごろの龍馬プロジェクト立ち上げ時の神谷宗幣について、「国民主権をやめて天皇主権とするべき」と繰り返し主張し、かなり国粋主義的だったと述べている。
上智大学の中野晃一教授は、参政党のような過激な政党が台頭したことについて、無批判に報道するメディアの問題や、与えられたものを批判的に分析できない若者の政治教育の欠如などを指摘している。
政治学・陰謀論研究の専門家であるロバート・ファーヒは、参政党の世界観の多くは、アメリカの右翼陰謀論から輸入されていると指摘している。また、参政党は幸福実現党が持っていたアメリカ極右とのつながりを、保守政治活動会議（CPAC）を通じて受け継いでいると述べている。
ユダヤ系のアルゲマイナー紙は、「神谷は2022年6月の選挙集会で、『参政党は日本を「ユダヤ資本」に売り渡さない』と語り、拍手喝采を浴びた」「他の役員には、神田外語大学のジェフリー・ホール教授が『戦後日本史上最も悪名高いウルトラナショナリストの一人』と評した赤尾敏（大日本愛国党創設者）の姪、赤尾由美がいる」と書いている。
著述家の菅野完は、参政党の主張は陰謀論を含む荒唐無稽なもので、既存の価値観への反発だけが目立ち、政策的な中身に乏しいとして「キワモノ政党」と評している。また、こうした政党や支持者層が拡大するのは、何か機会さえあれば政治に熱心に関わろうとする人々を、既存政党が十分に掬い上げられていない現実があるためだと指摘している。
臨床心理士の岡村美奈は、「これまで政治や選挙に無関心な人たちが、『反ワクチン、ノーマスク、オーガニック』というキーワードで惹きつけられている。政策は、『きずな、生きがい、安心、調和、幸福』など、政治的リテラシーがなくてもわかりやすく親しみやすい言葉が並ぶ。一票によって政治を変えられるというより、自分がいいと思ってることをやろうとする政党を後押しする感覚。語り口は論理的というより、感情的に訴える。だから政治的に無色透明な人たちの感覚に働きかけ、支持を増やした」と述べている。
歴史社会学者の小熊英二は、参政党の「『自国第一』や『家族主義』といった項目は、欧米では、「反グローバル・エリート」のスローガンであり、『反フェミニズム』の色彩を帯びることもある。反エリート主義なので、ワクチン接種やマスクの『上からの強制』に反発するという文脈は構成しやすいと考えられる」「これまでの日本では、この種の反エリート主義は、保守政党の心情的基盤に変換できていたため、独自の右翼政党が台頭する可能性は低いと考えられてきた」「参政党の議席の獲得は、自民党が『二世・三世政治家のエリート政党』に近づいているからなのか」「『参政党』という党名からは、参加回路が限定されているという不満が一定以上は存在したことが考えられる」と述べている。
ジャーナリストの畠山理仁は、「参政党は参院選直前に急にネットで支持を拡大したわけではなく、過去十数年をかけて神谷さんが人脈やノウハウを築き上げた」「もともと神谷さんは、『龍馬プロジェクト』や『イシキカイカク大学』といった政治系の自己啓発的な活動で固定ファンを集めてスピリチュアルな商売にもかかわってきた人。そのころから陰謀論を説く講師をよく招いていた」と指摘する。また、「参政党が、政治に無関心だった層を掘り起こし、政治に目を向けさせたことは事実。既存政党は有権者を単なる数としてか見ていないが、参政党は『一緒に活動しよう』と声をかけ、『自分も参加している』と支持者に感じさせた。そういう意味では、既存政党が見習うべき点も多くある」「ただ、参政党を支持した人たちが、党の方向性をきちんと理解しているかは疑問です」と述べている。